# Богучарово (муниципальное образование город Алексин)
Богучарово (Боучарово) — село в Тульской области России. С точки зрения административно-территориального устройства входит в Борисовский сельский округ Алексинского района. В плане местного самоуправления входит в состав муниципального образования город Алексин.

## География
Село расположено в северо-западной части Тульской области, в гористой и лесистой местности — в пределах северо-восточного склона Среднерусской возвышенности, в подзоне широколиственных лесов, к востоку от автодороги 70К-014 (Алексин-Поповка-Тула), при реке Крушме, юго-западнее села Белолипки и западнее посёлка Зелёный Дуб.
От Тулы — 45 км, Алексина — 12 км.

### Климат
Климат, как и во всём районе, характеризуется как умеренно континентальный, с ярко выраженными сезонами года. Средняя температура воздуха летнего периода — 16 — 20 °C (абсолютный максимум — 38 °С); зимнего периода — −5 — −12 °C (абсолютный минимум — −46 °С).
Снежный покров держится в среднем 130—145 дней в году.
Среднегодовое количество осадков — 650—730 мм..

## История

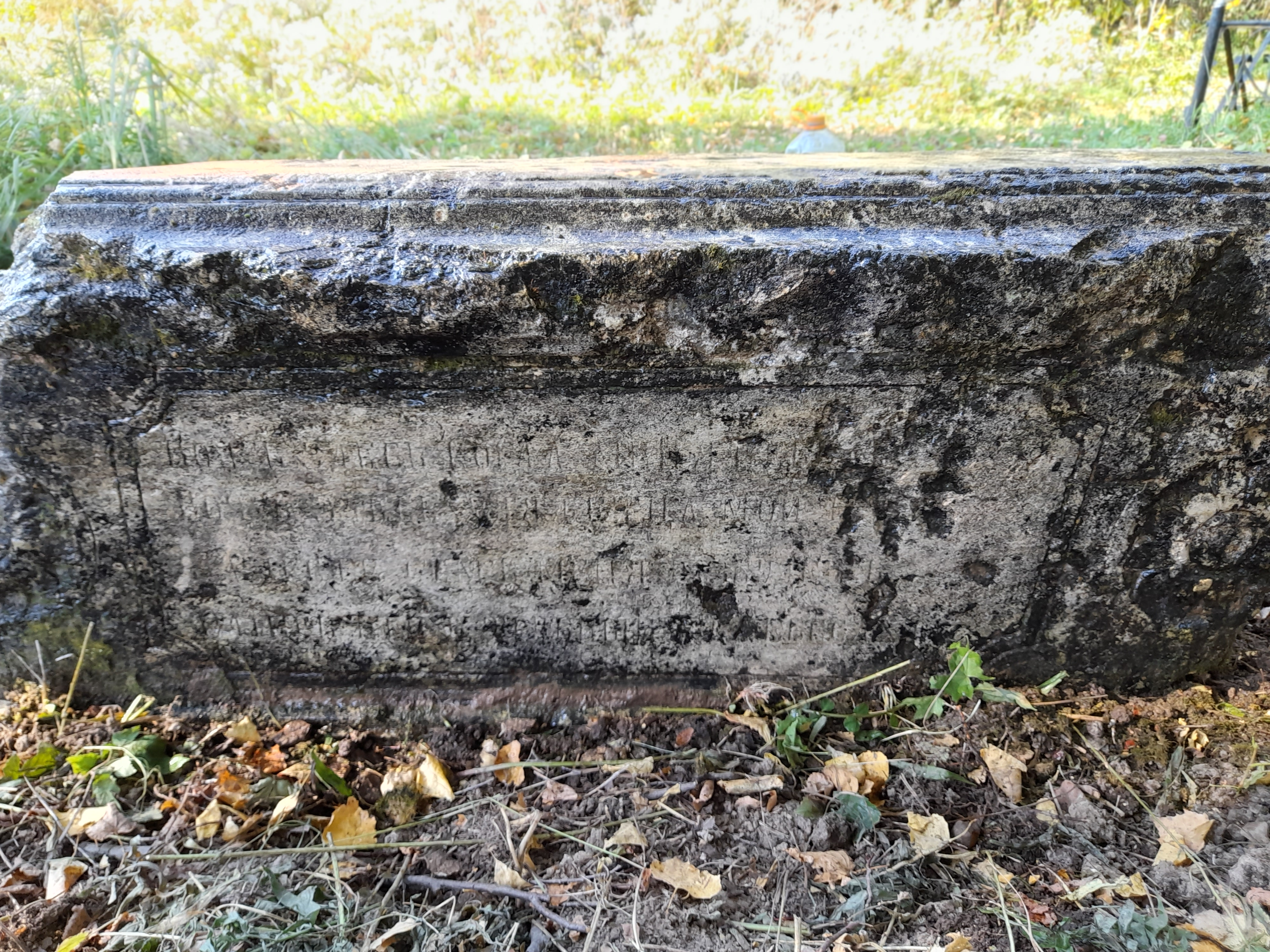

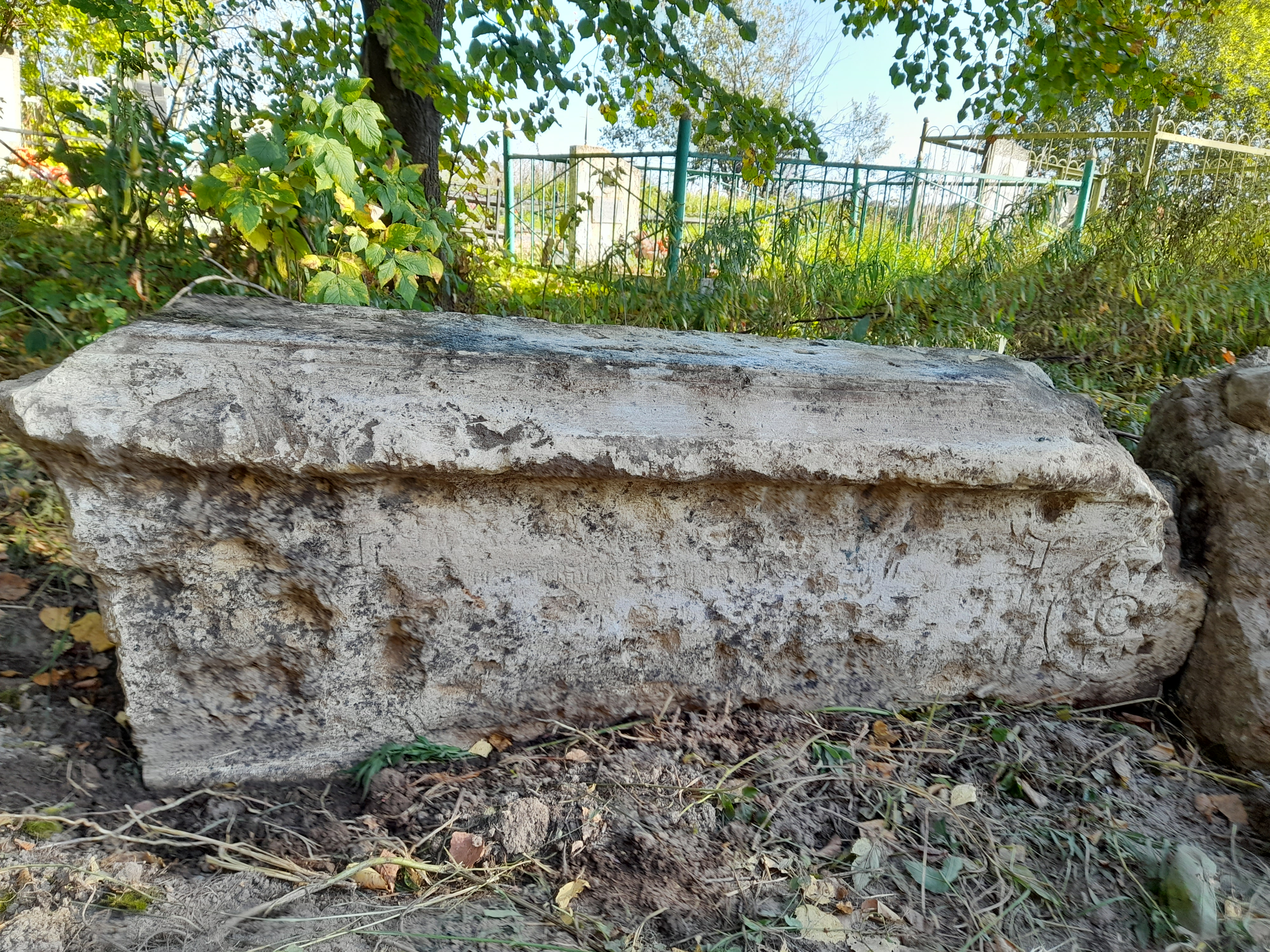

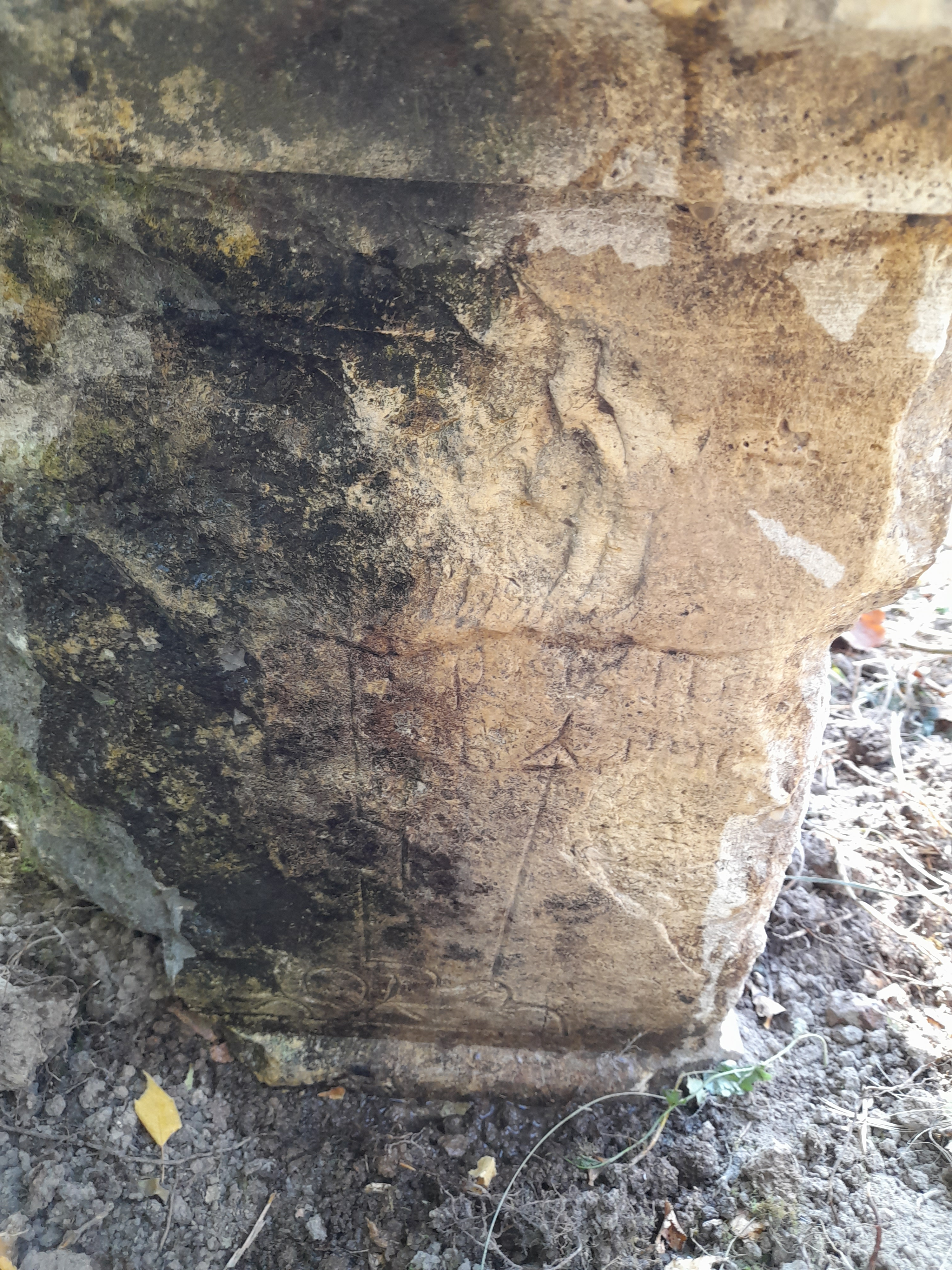

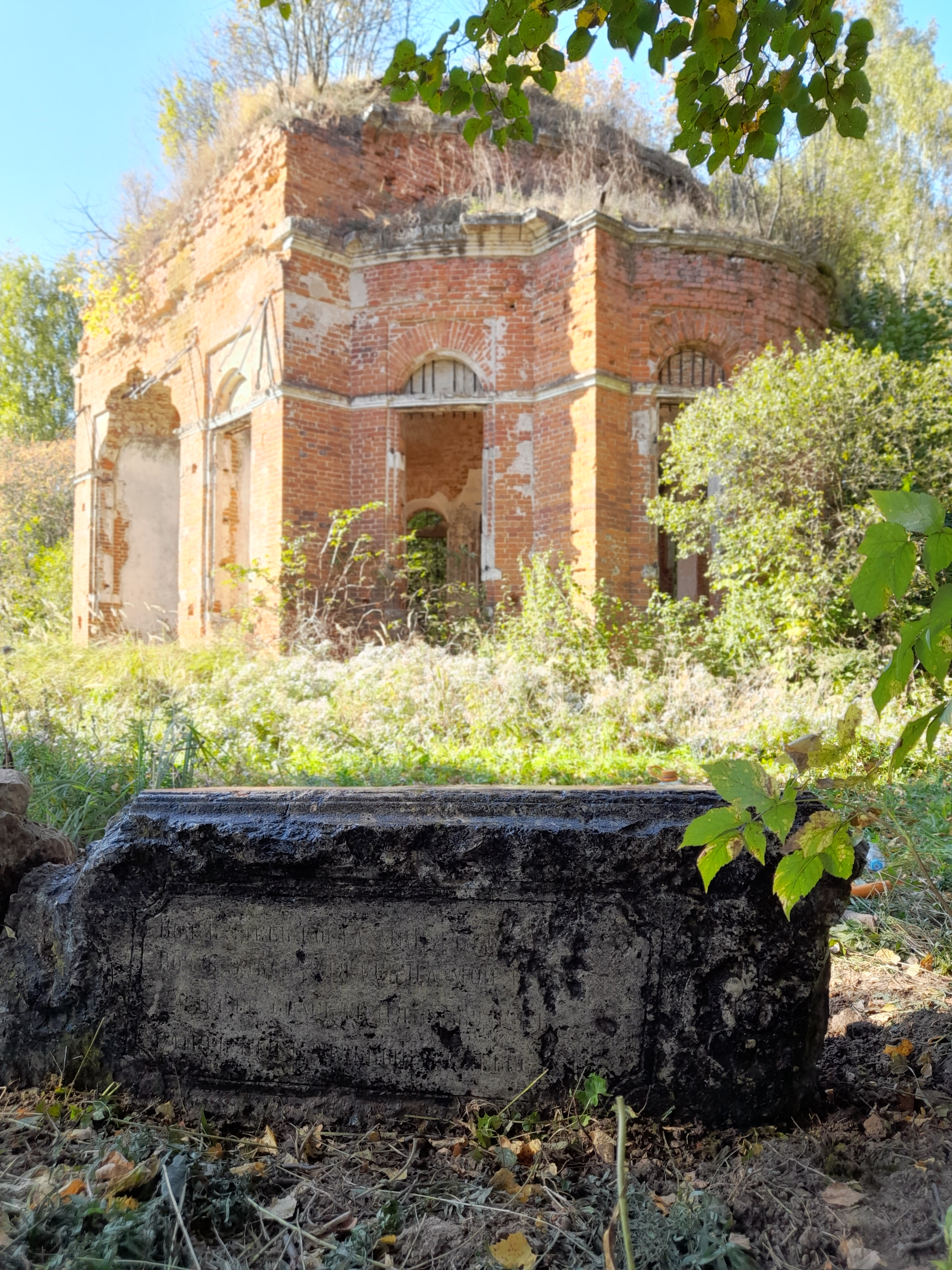

В документах XVII — начала XVIII веков, а также на плане Генерального межевания Тульского наместничества 1790 года называется Боучарово (без буквы «г»). Кроме земледелия селяне занимались отхожими промыслами.
Во второй половине XVIII века это были совместные владения статской советницы Аграфены Фёдоровны Киселевой и подполковников Петра Ильича (с мая 1767 года полковник) Полибина (имел в разных уездах в 1764 г. 500 душ м.п.), а также секунд-майора Фёдора Ильича Полибина. В 1770 годах в селе было 2 деревянных господских дома. Одной усадьбой владела Аграфена Фёдоровна Киселёва, другой Полибины. После смерти Петра Ильича Полибина наследство перешло к его вдове Марии Петровне, а в начале XIX века усадьбой стал владеть ротмистр, бригадир Иван Иванович Полибин. В 1803 г. Полибин Иван Иванович построил в селе Богучарово каменный храм Воскресения Христово. Владения статской советницы Аграфены Фёдоровны Киселёвой сначала перешли её бездетной дочери девице Татьяне Ивановне Киселёвой, затем племяннику Татьяны Ивановны Киселёву Сергею Дмитриевичу. Полковник Киселёв Сергей Дмитриевич (1793—1851) был известной личностью, участник войны 1812 года, доверенное лицо поэта А. С. Пушкина на его свадьбе, женатый на Е. Н. Ушаковой(1810—1872), с 1839 года московский вице-губернатор, похоронен с супругой в Москве на Ваганьковском кладбище. А. С. Пушкин был другом семьи Киселёвых, даже нарисовал портрет в карандаше С.Д Киселёва. С середины XIX века (не позднее 1840 года) селом Богучарово стал владеть Воронецкий Александр Иванович(1798-24.02.1867), сначала коллежский советник (1850), затем статский советник и действительный статский советник (1858 и позже), кавалер, крупный землевладелец. В Алексинском уезде он также владел рядом деревень: Ступино, Ломинцево, Плешивая Слобода, Борисово, Занина, Сенютина, Ощерина, Ушакова, Богатьково, с. Широносова, общим числом 626 душ в уезде. После его смерти в 1867 году частичными землями, в том числе с. Богучарово, стал владеть его сын подполковник Воронецкий Василий Александрович(25.09.1829 −11.09.1886), а после его смерти в 1886 году и до 1917 года его вдова Варвара Алексеевна Воронецкая. Последние десятилетия перед революцией имение В. А. Воронецкой числилась как дача. В округе был разбит большой яблоневый сад, был вырыт пруд для купания, оборудованный мраморными ступеньками. В начале XX века Варвара Алексеевна имела в селе Богучарово деревообделочное заведение и паровую мельницу. После революции и до 50-х годов XX века в деревянной усадьбе существовала школа 4-х летка, затем за ветхостью здание разрушилось. В 1929 году на бывших дачных землях В. А. Воронецкой, вокруг пруда крестьянские переселенцы д. Ступино основали д. Зелёный Дуб.
Около Воскресенской церкви села Богучарово лежит надгробье с могилы г. Воронецкого. Пока неустановленно захоронен ли это А. И. Воронецкий, либо его сын В. А. Воронецкий. Надпись на могильной плите частично стёрта. Энтузиасты смогли расшифровать надпись. Это первое четверостишие произведения князя Ивана Михайловича Долгорукова «Завещание»(1817 г.).
Трубный гласъ
Вотъ здесъ, когда меня не будетъ,
Вотъ здесъ уляжется мой прахъ!
На месте семъ меня разбудитъ
Один гласъ трубный въ небесахъ.

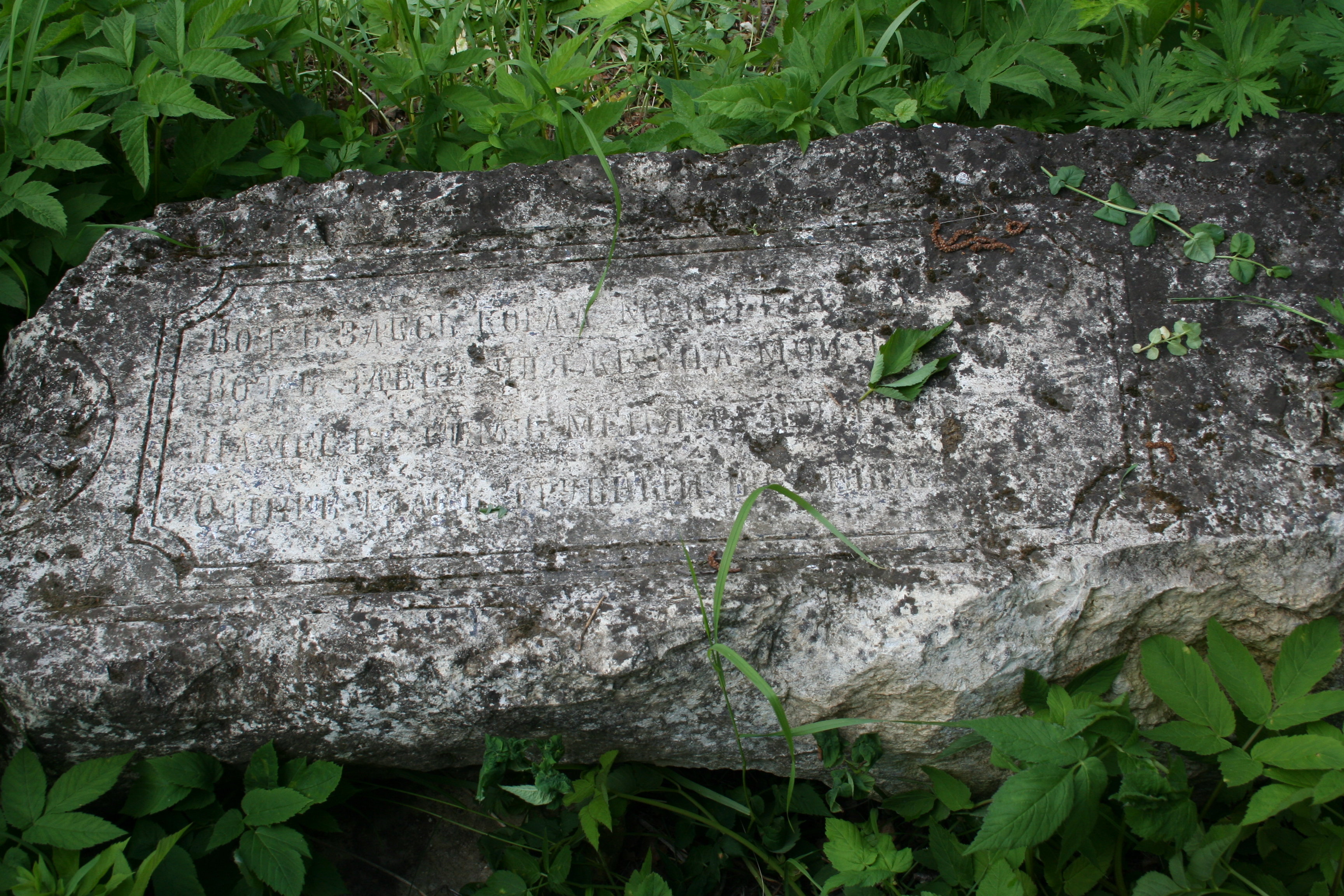
эпитафия с могильного камня г. Воронецкого

Данная местность в древности подвергалась постоянным набегам кочевников и являлась полем сражений. В 1850 году француз граф Н. П. Барбо-де-Морни, путешествуя по русским губерниям, проезжал мимо села Богучарово и записывал путевые заметки. ССылаясь на тульского археолога И. П. Сахарова, он утверждал, что около села Богучарово был обнаружен курган, почти сравненный землёю от распахивания. И в нём были обнаружены 2 меча и множество человеческих костей.
По данным 1859 года Богучарово — владельческое село 2-го стана Алексинского уезда Тульской губернии при речке Крушме, в 12 верстах от уездного города Алексина, с 18 дворами и 168 жителями (85 мужчин, 83 женщины).
В 1912 году в уезде была проведена подворная перепись. Село Богучарово относилось к Богучаровскому сельскому обществу Широносовской волости, ранее принадлежало Воронецкому. Имелось 42 хозяйства (из них 36 наличных приписных и 6 отсутствующих), 237 человек (104 мужчины и 133 женщины) наличного населения (из них 81 грамотный и полуграмотный и 13 учащихся), церковно-приходская школа.
Имелось 64 земельных надела, всего 196,9 десятин надельной земли (149 десятин пашни, 25,6 — сенокоса, 3,3 — леса, 4,3 — выгона, 10,6 десятин усадебной земли и 4,1 — неудобной земли), а также 79,4 десятины удобной арендованной земли (25,9 — надельной в своей общине и 53,5 вненадельной). 9 хозяйств сдавали в аренду 19,1 десятин удобной надельной земли. Итого в пользовании наличных хозяйств находилось 243,3 десятины удобной земли, в том числе 197,6 десятин пашни, 27,7 десятин сенокоса.
Под посевами находилось 147,4 десятины земли (в том числе 7,1 десятин усадебной), из неё озимая рожь занимала 69,1 десятины, яровой овёс — 56,8 десятины, картофель — 7,8, чечевица — 6,9, лён — 2,8, конопля — 2,7 десятины, прочие культуры (ячмень, огородные овощи и гречиха) — 1,3 десятины.
У жителей было 59 лошадей, 97 голов КРС, 103 овцы и 43 свиньи, также одно хозяйство имело 40 ульев пчёл.
Промыслами занимались 49 человек: 18 — местными (в своём селе и в уезде) и 31 — отхожими (в основном в Москве и в своей губернии). 11 из них были штукатурами, 10 — булочниками.
По переписи 1926 года село входило в состав Борисовского сельсовета Алексинского района, имелось 50 хозяйств (из них 47 крестьянских) и 235 жителей (92 мужчины, 143 женщины).
Ко Второй мировой войне число дворов увеличилось до 53.

## Население
| 1859 | 2002 | 2010 |
| ---- | ---- | ---- |
| 168  | ↘38  | ↘29  |

В 2002 году — село Борисовского сельского округа, 38 жителей (русские — 95 %).
В 2010 году — село Авангардского сельского поселения, 29 жителей (14 мужчин, 15 женщин). По переписи 2021 года — 32 человека (31 русский и 1 немец).

## Инфраструктура

### Воскресенская церковь[36]

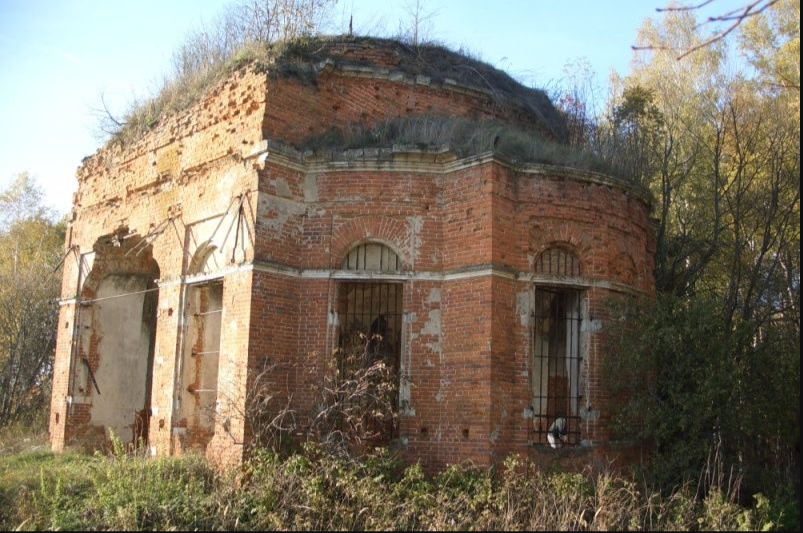
Воскресенская церковь, вид с погоста

Рядом с селом Богучарово находится разрушенная Воскресенская церковь 1803 года постройки. Время возникновения прихода неизвестно, а равно нет данных о происхождении названия села. Приход кроме самого села включал деревни: Борисово, Ломинцево, Плешиво, Колюпаново и Ступино. Всего прихожан (1895) было: 784 мужского пола и 813 женского пола. Каменный храм в честь Воскресения Христова построен (1803) на средства бригадира Ивана Ивановича Полибина и поставлен вместо прежнего деревянного храма на старом погосте. На месте деревянного храма поставлена часовня. Храм поновлялся: поставлен новый иконостас на церковные средства (1870), начата пристройка (1864) к главному храму, но за неимением средств закончена только в 1880-г годах. В 1864—1896 г. пристроена трапезная. В придельной части храма устроены два алтаря: в честь Владимирской иконы Божией Матери (1890) и в честь Чудотворца Николая (1894). Штат состоял из священника и псаломщика. Церковной земли: усадебной — 3 десятины, полевой — 23 десятины. При церкви сосуществовала (с 1893) церковно-приходская школа. Во время ВОВ церковь не пострадала. Но в конце 1950-х годов колокольня была разобрана и из кирпичей на берегу р. Крушмы был построен сельский клуб. 
Частично сохранился свод летней церкви с остатками фресок Архангела Михаила и Пантелеймона целителя.
Возле церкви находится погост, которым пользуются жители с. Богучарово и нескольких окрестных деревень.

## Галерея

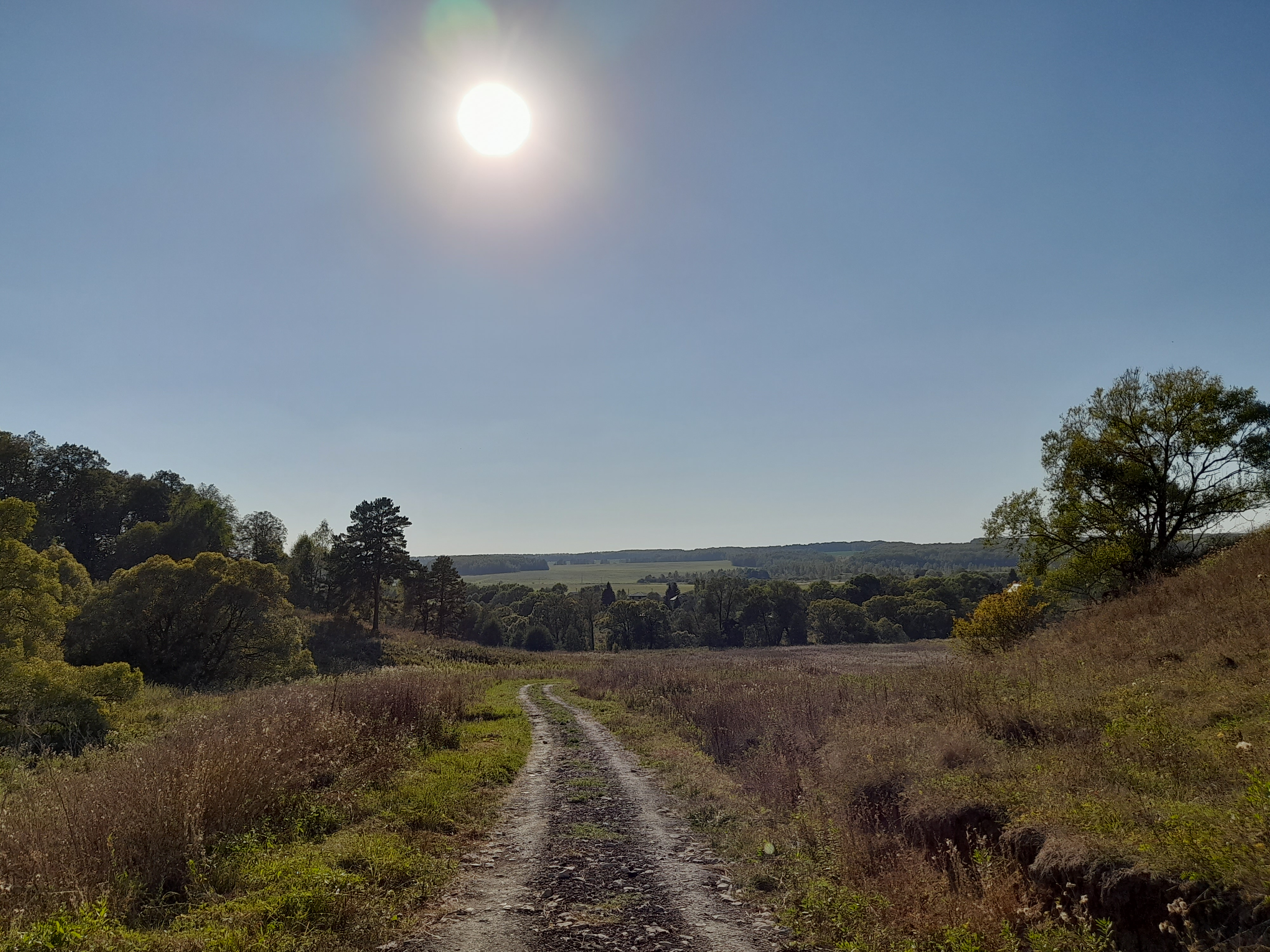
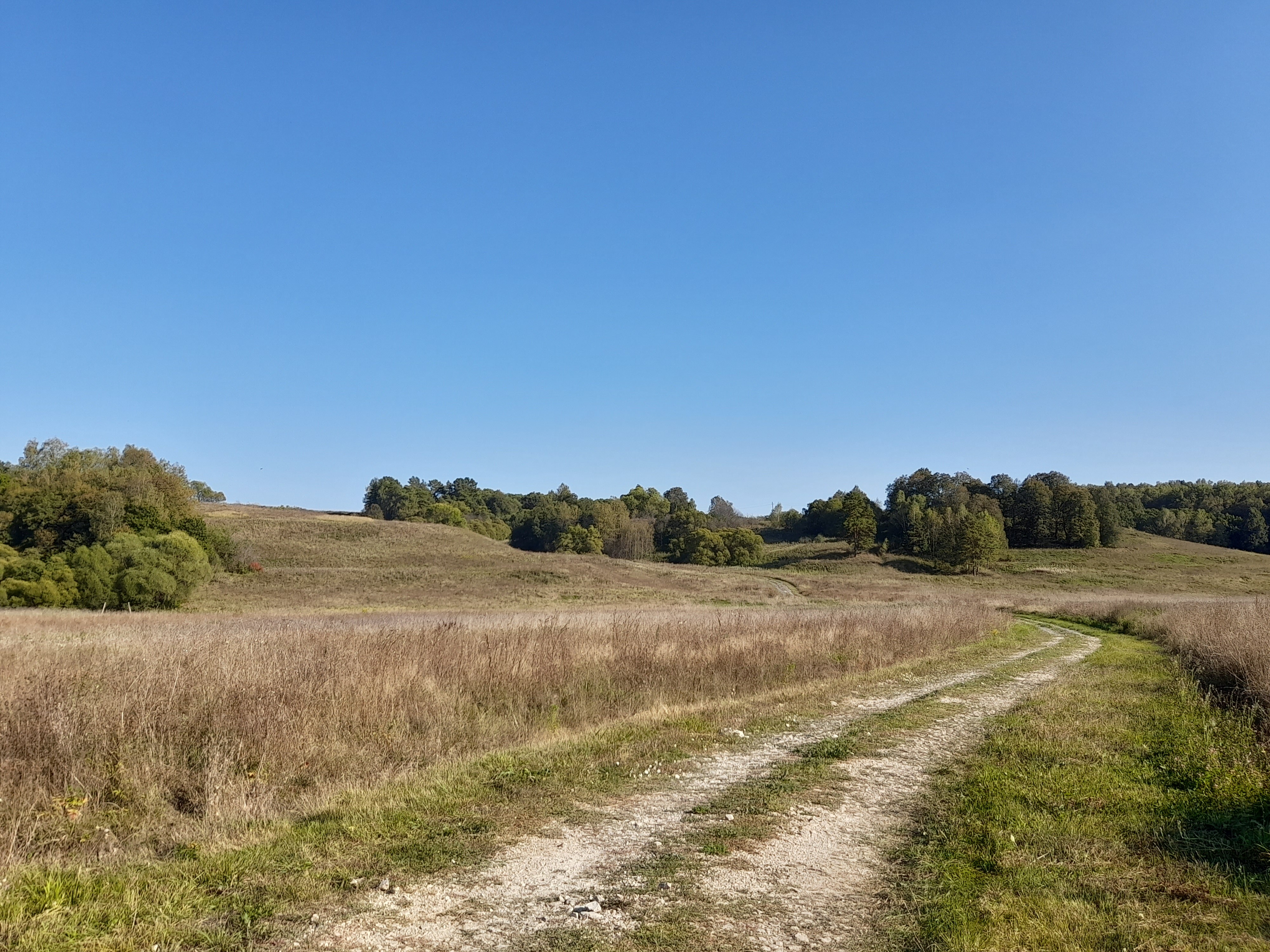
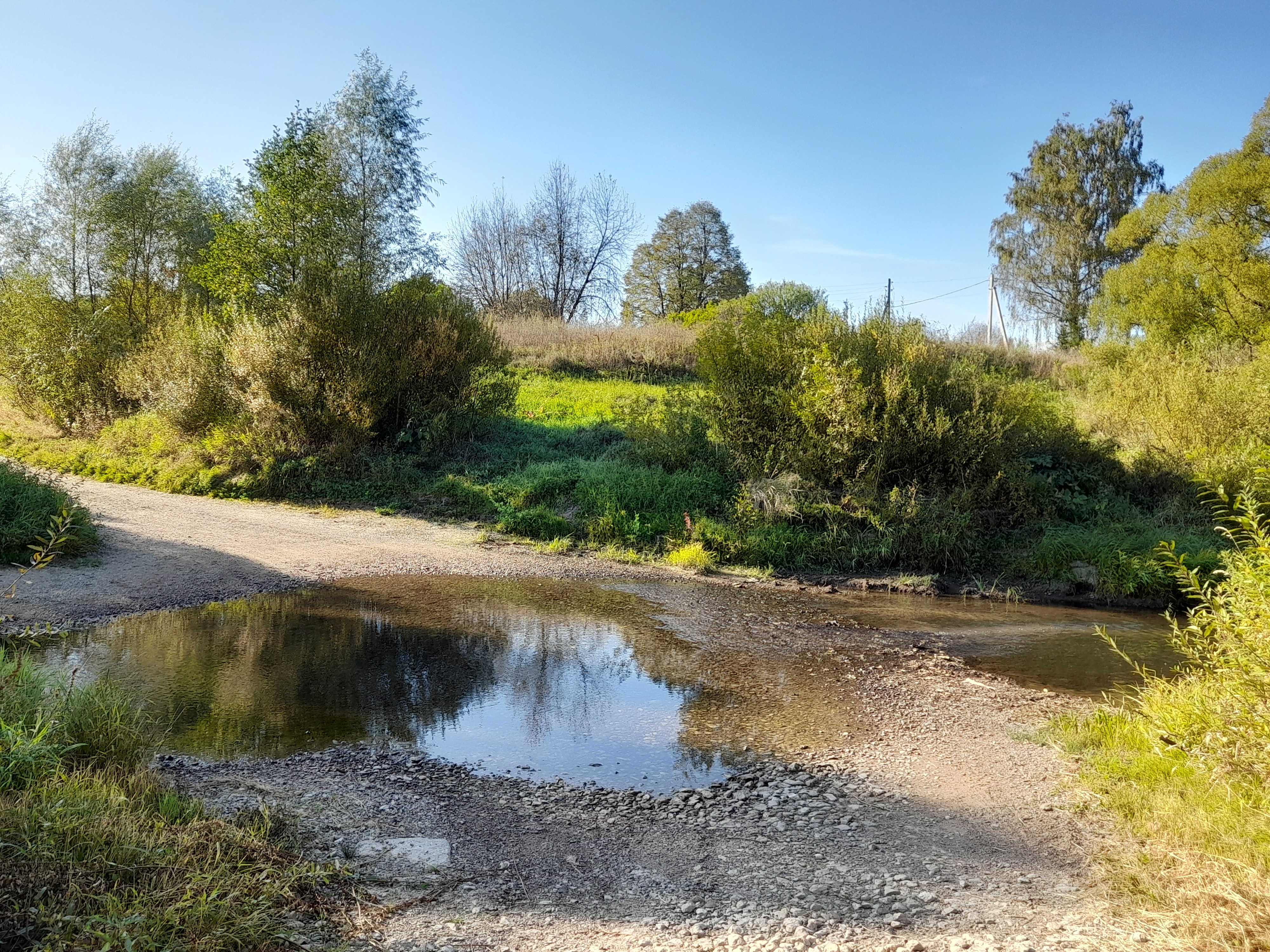
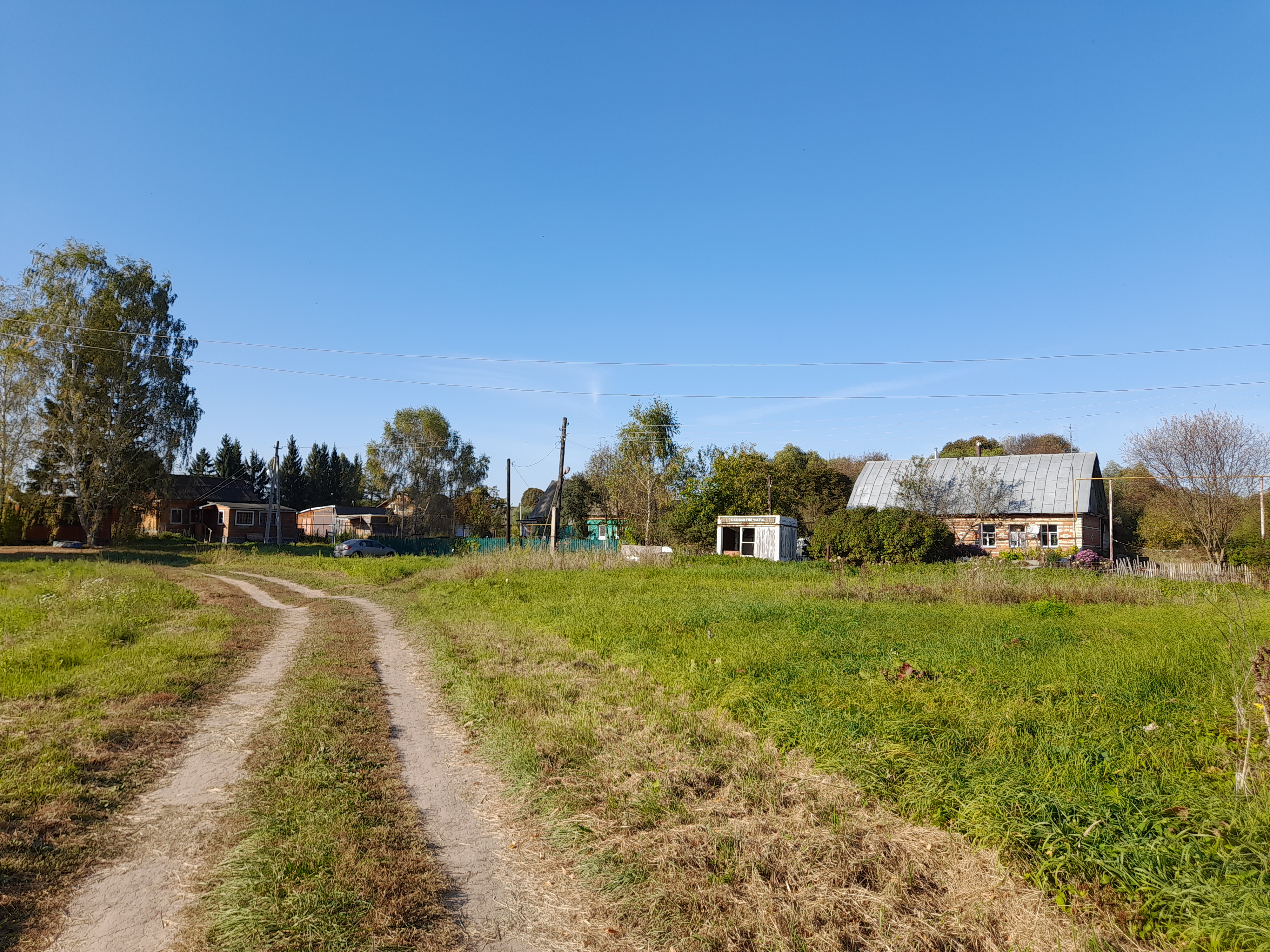
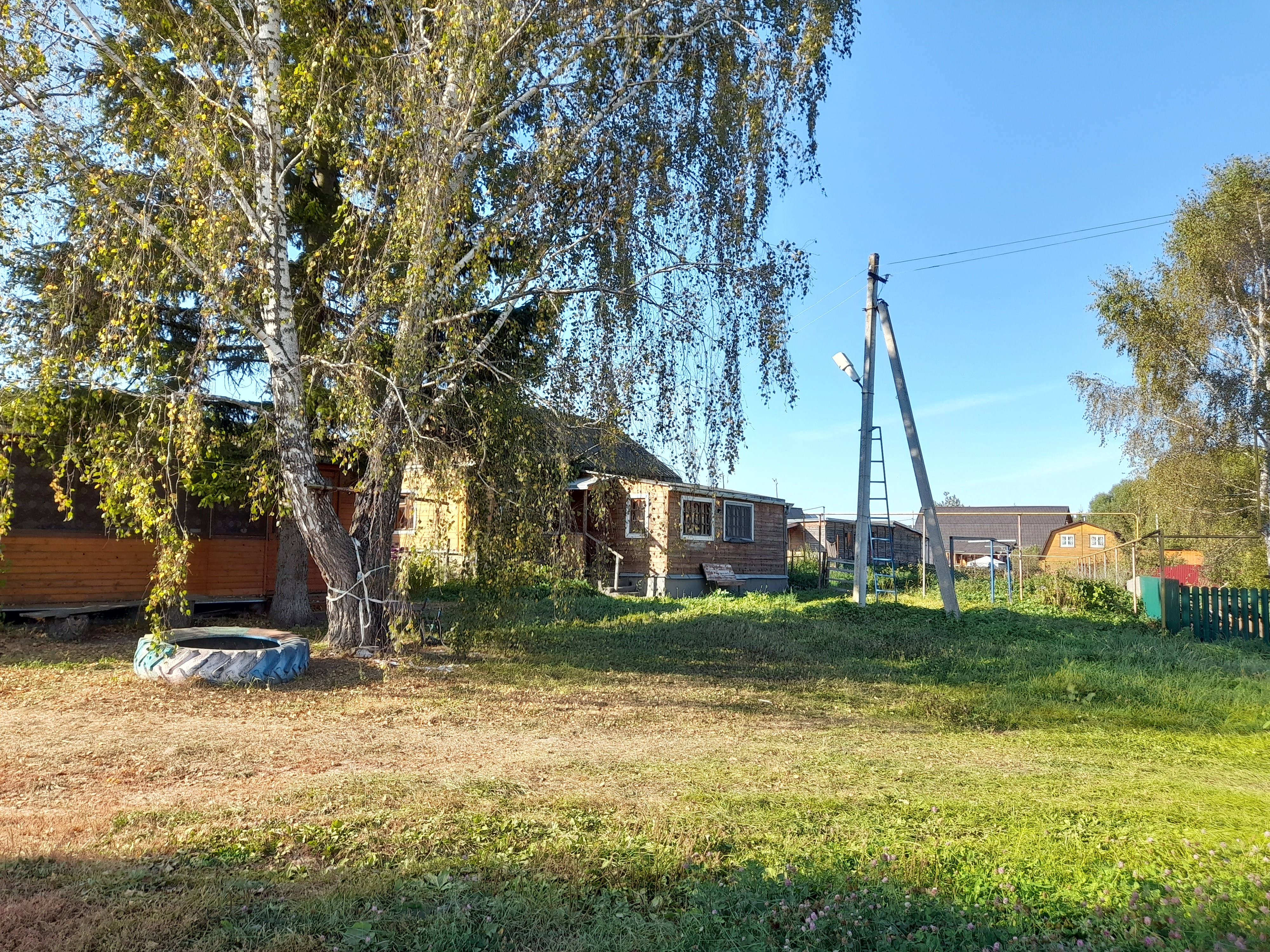
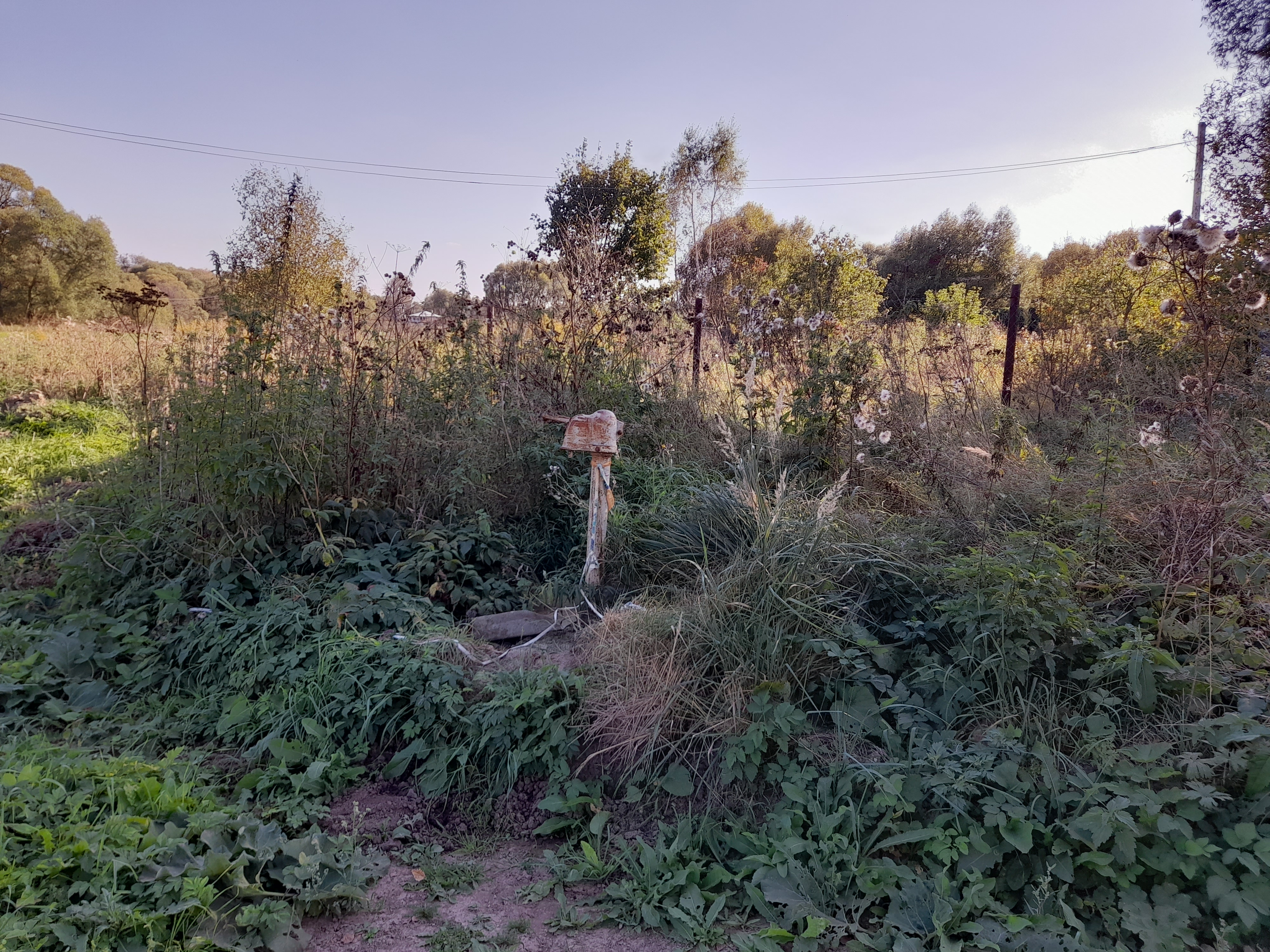
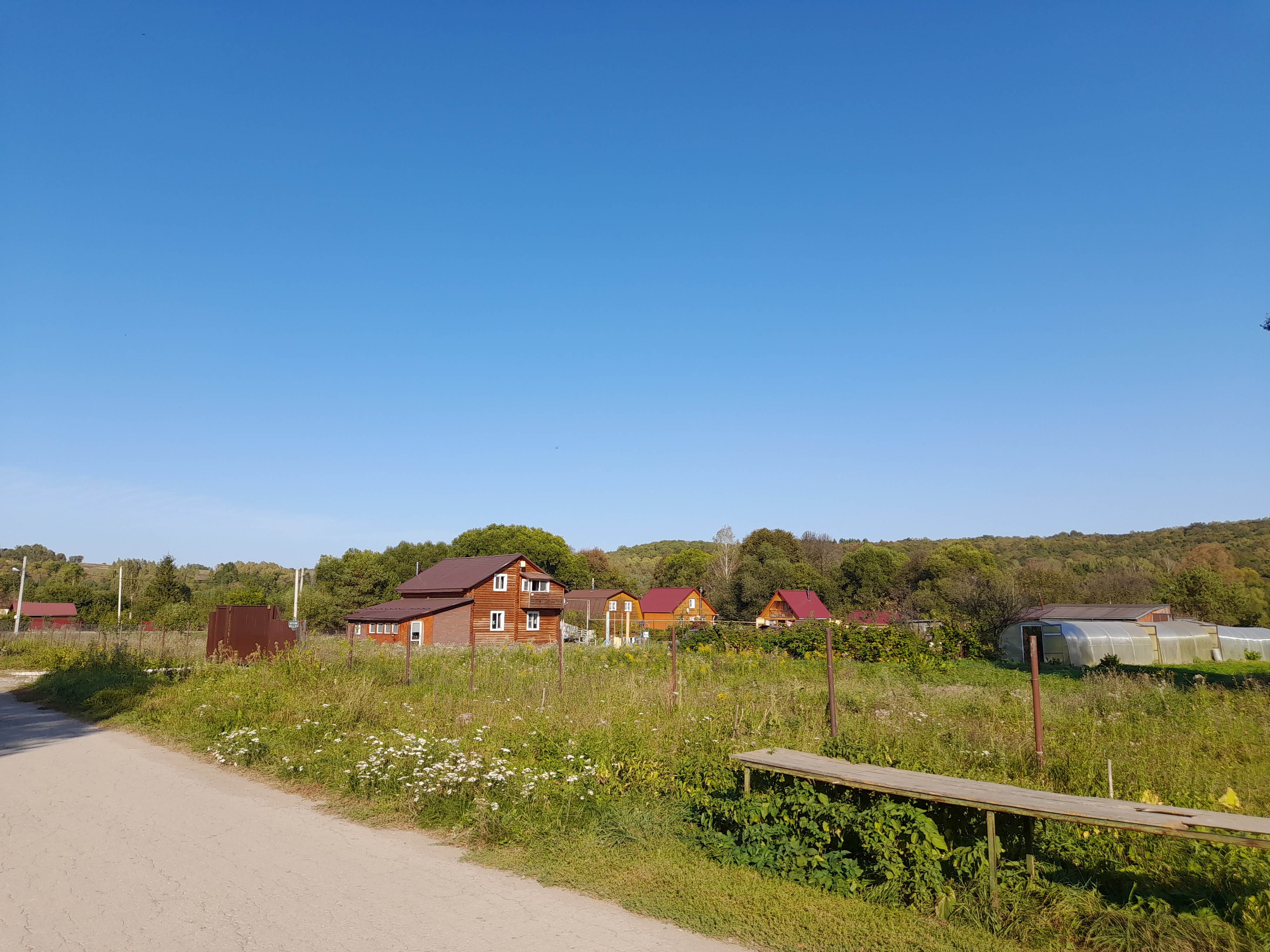
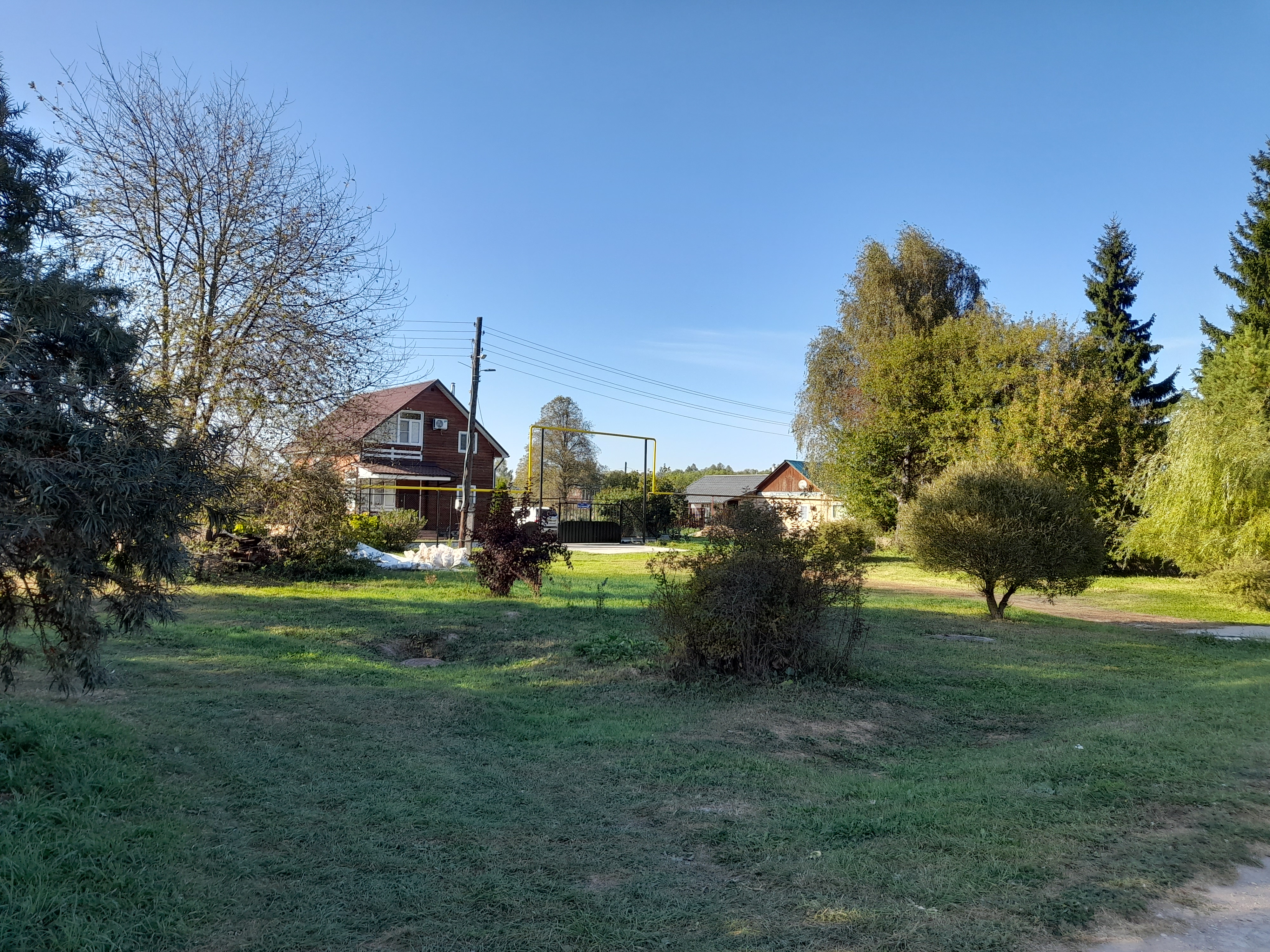
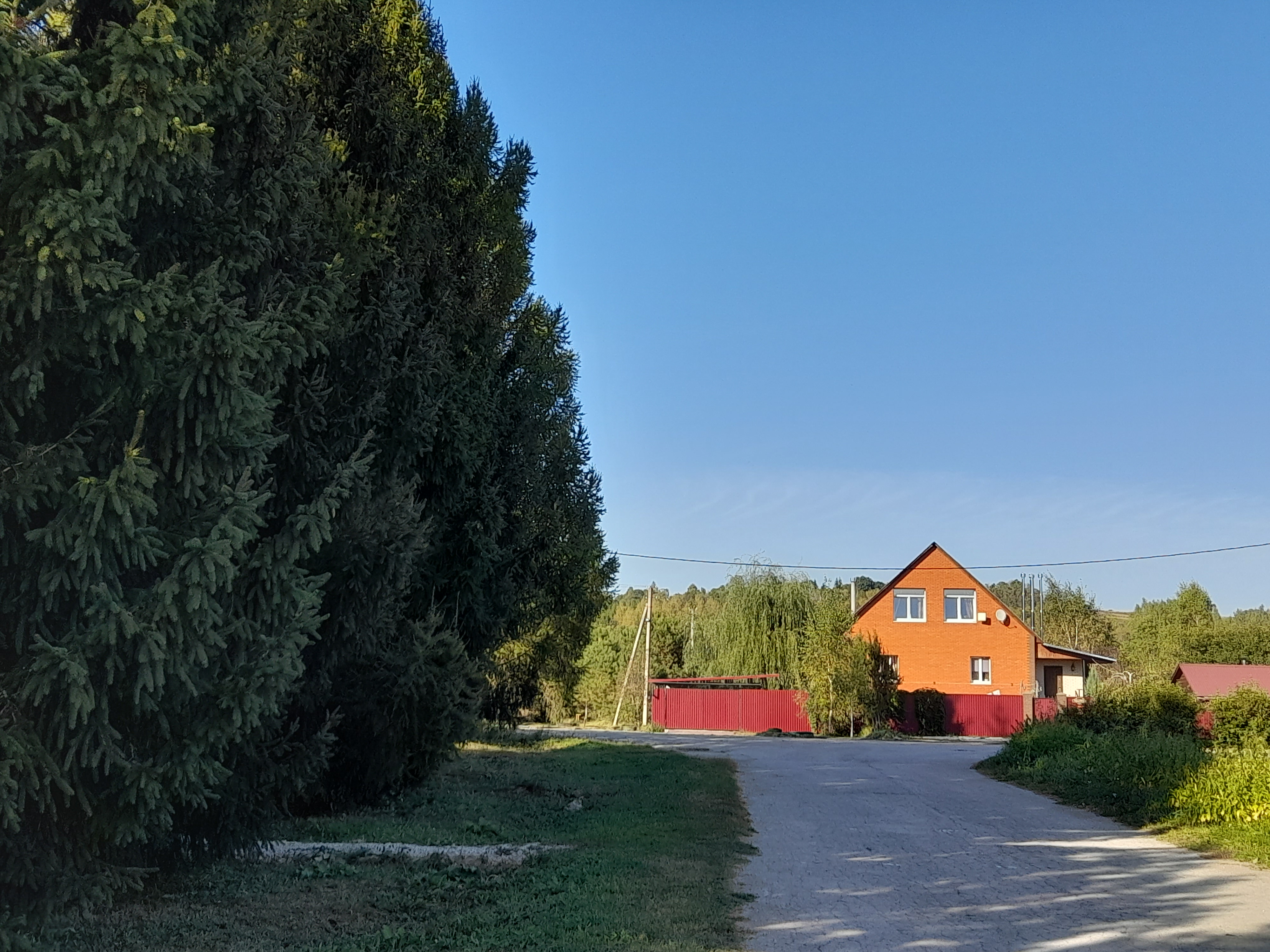
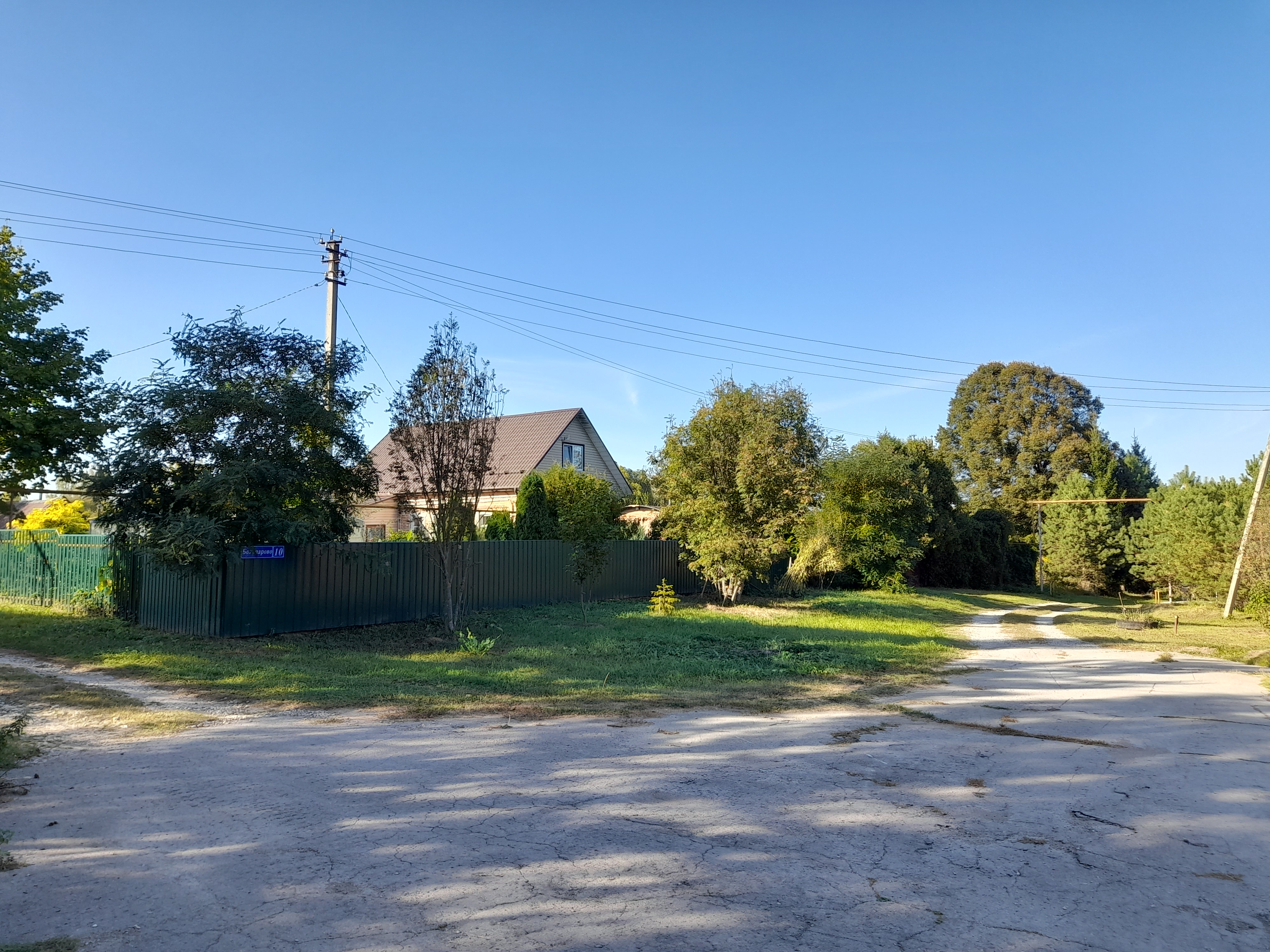
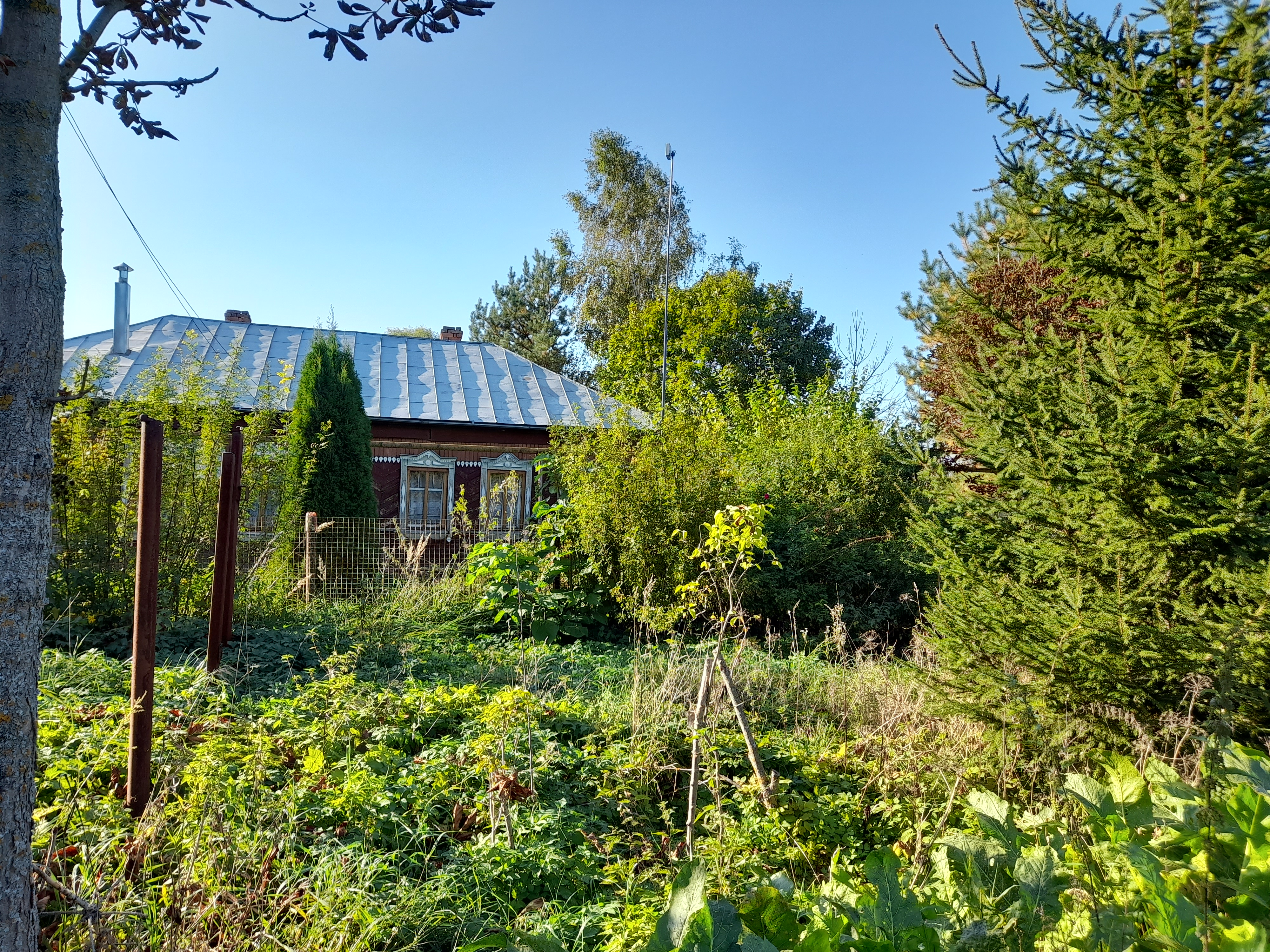
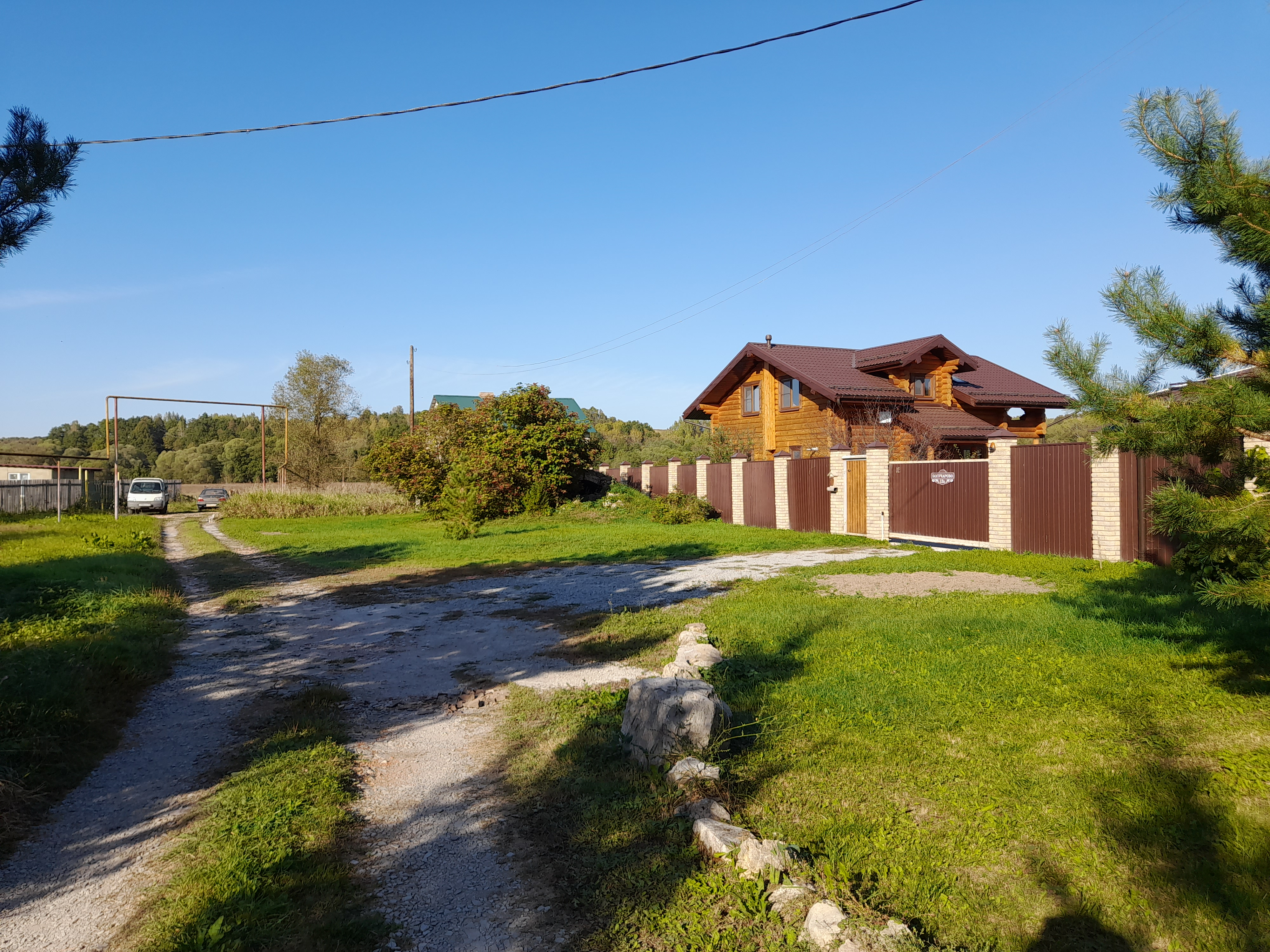
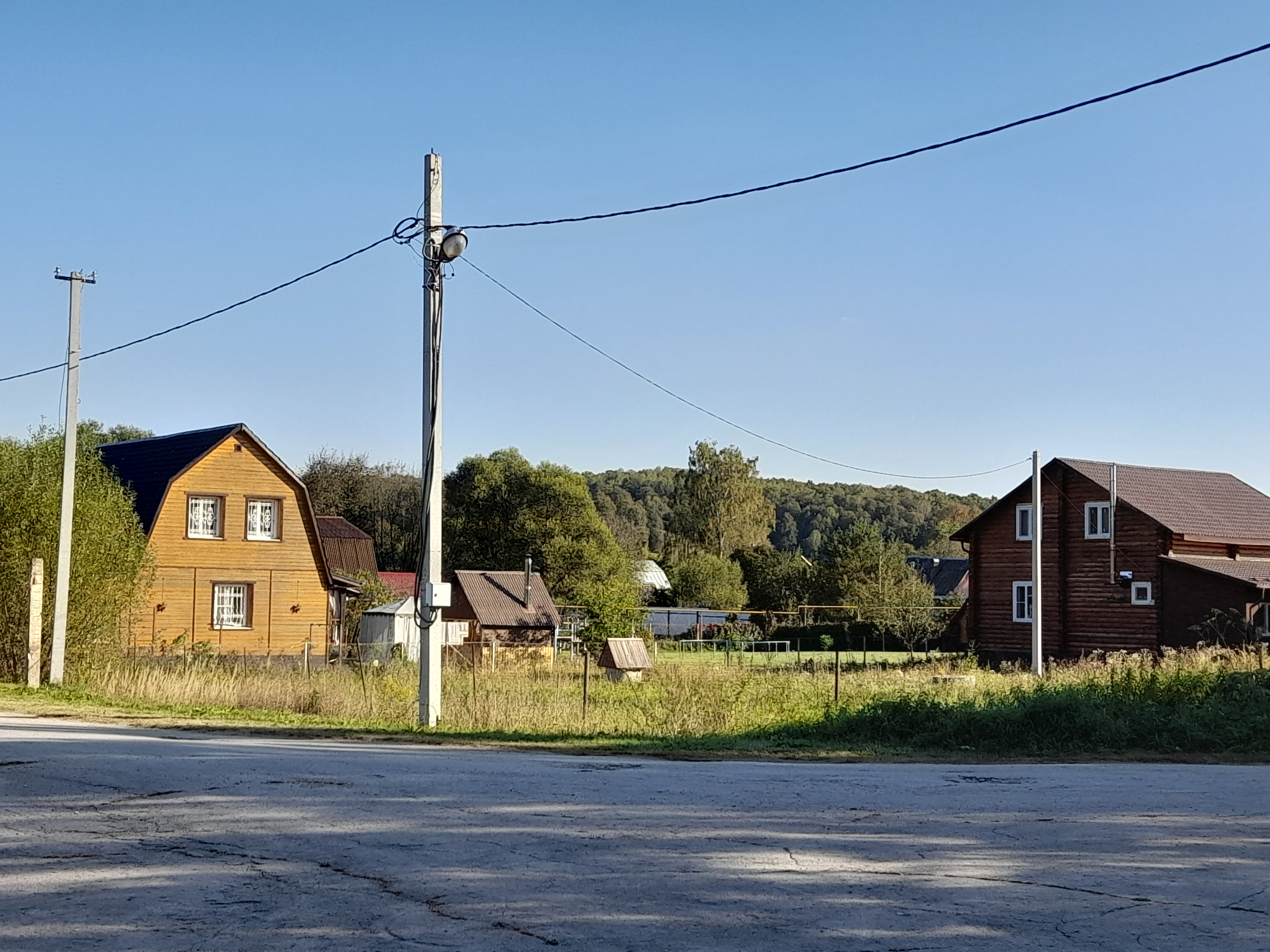
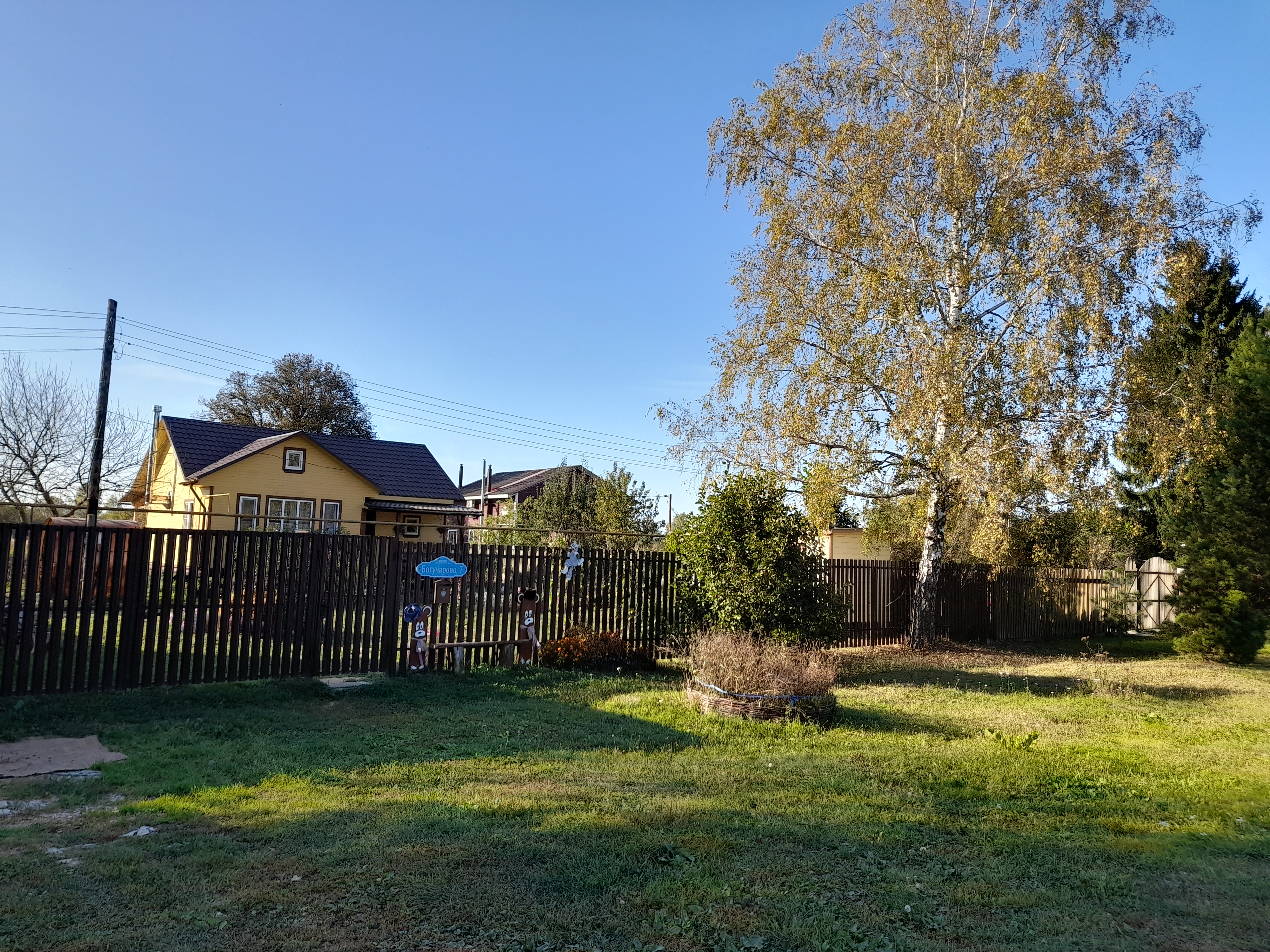
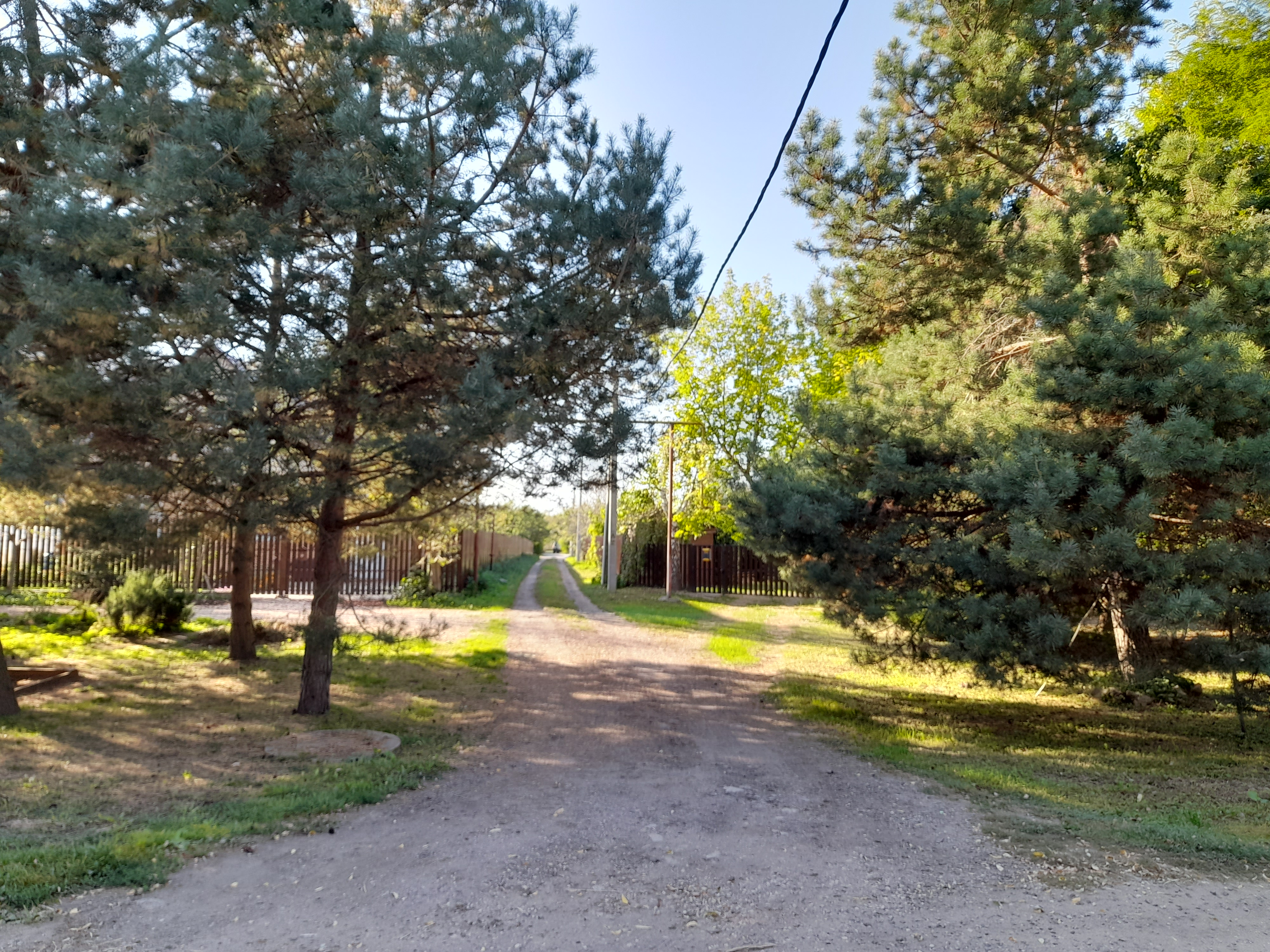
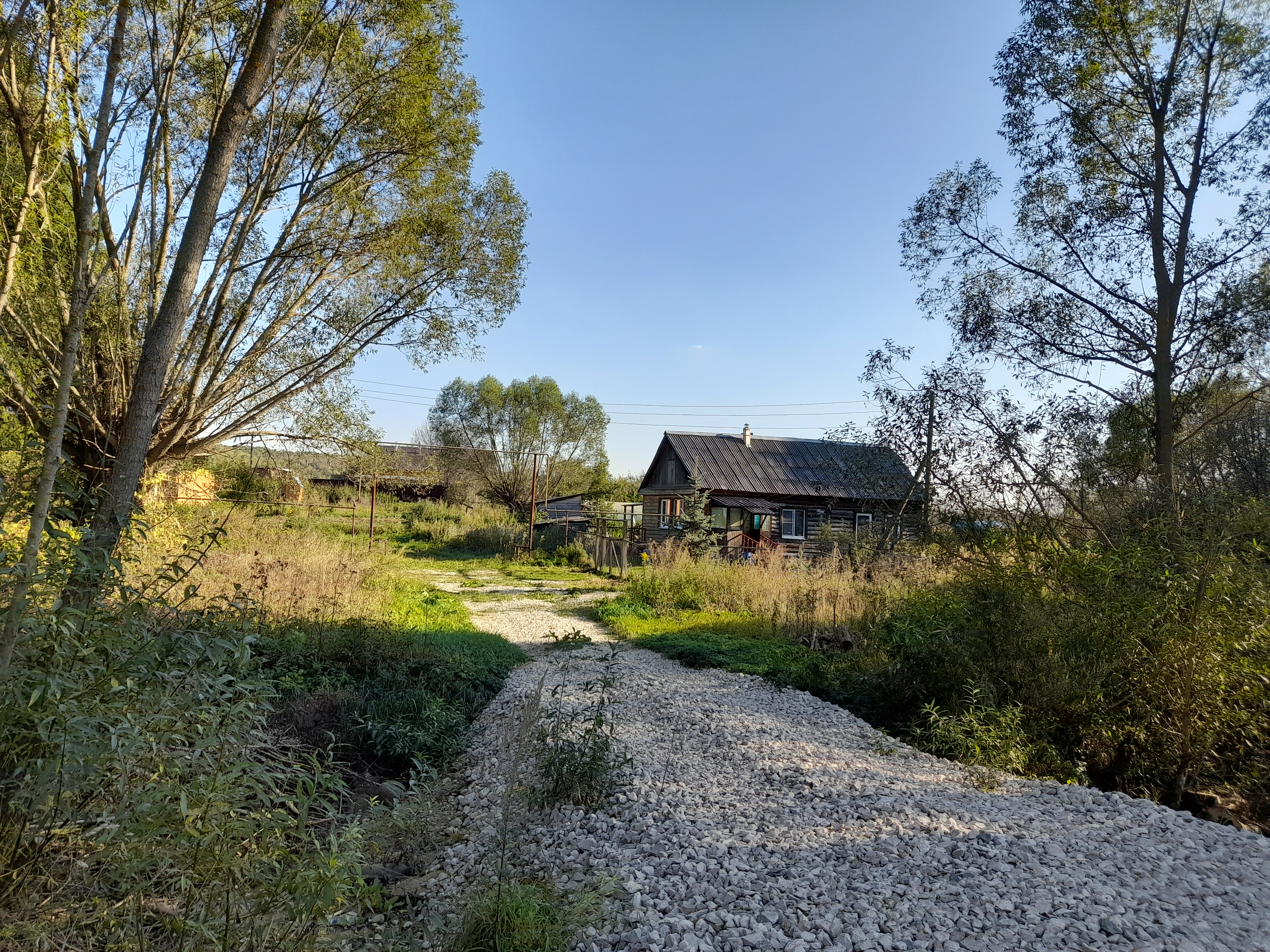
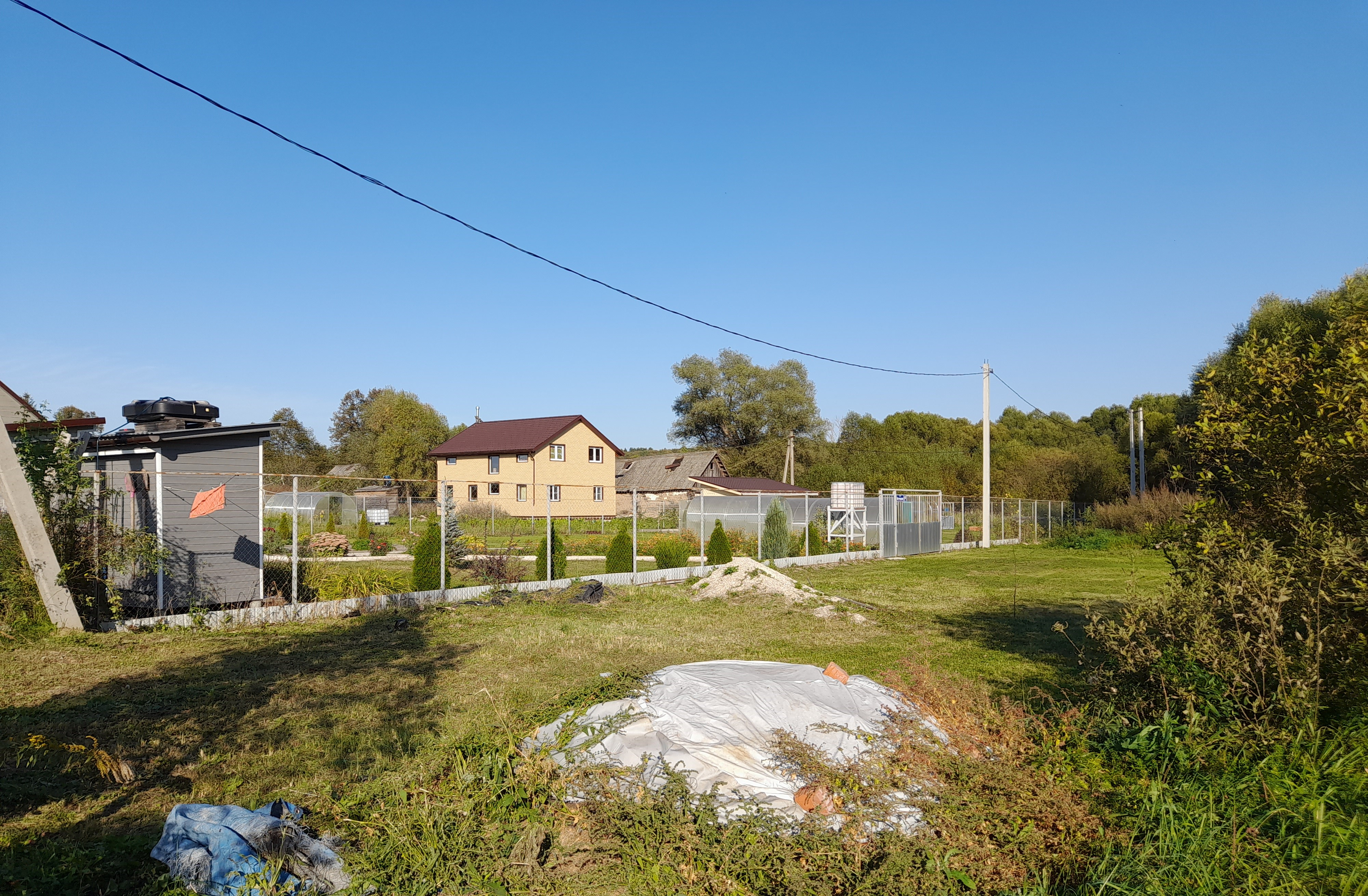
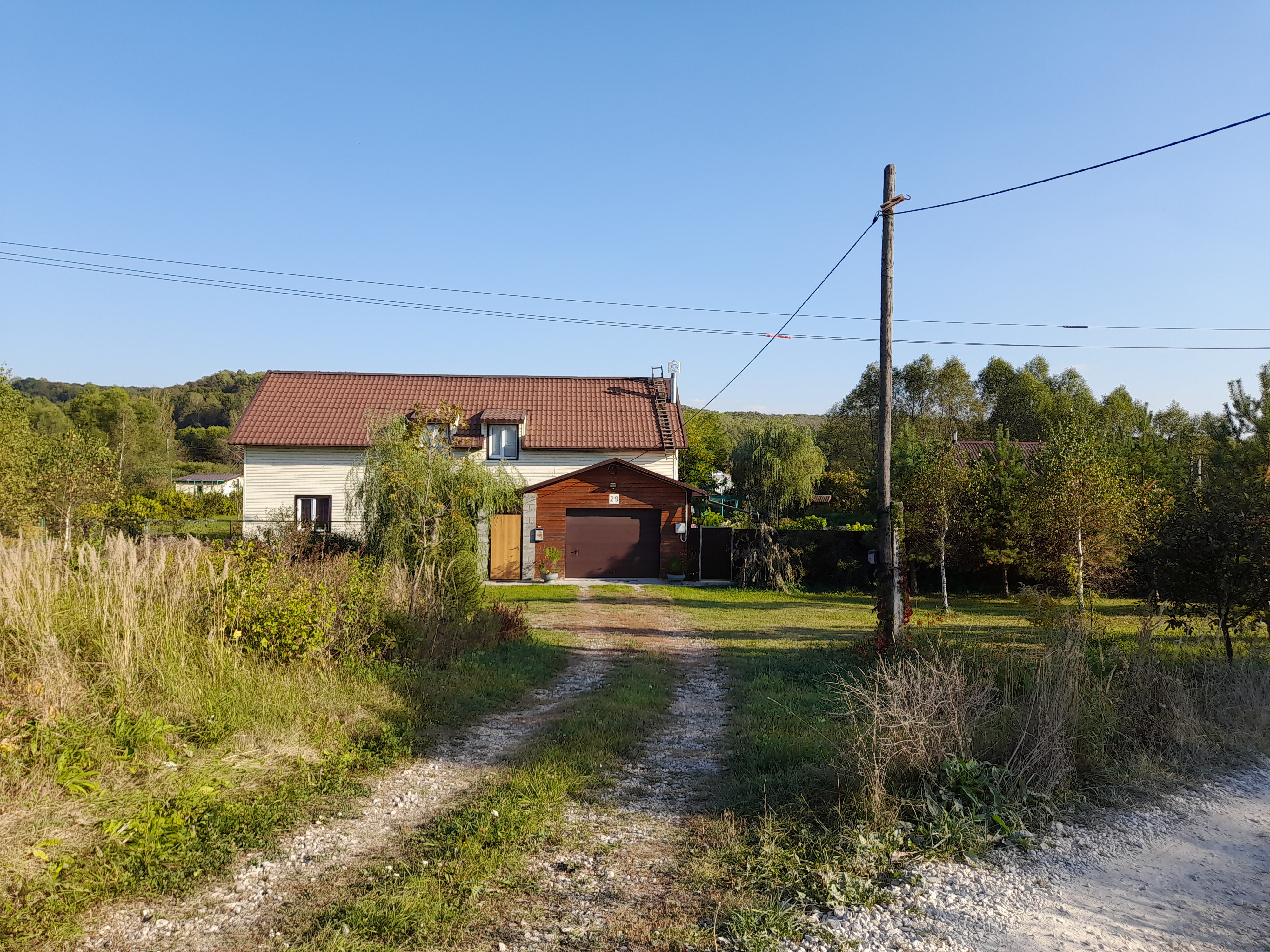
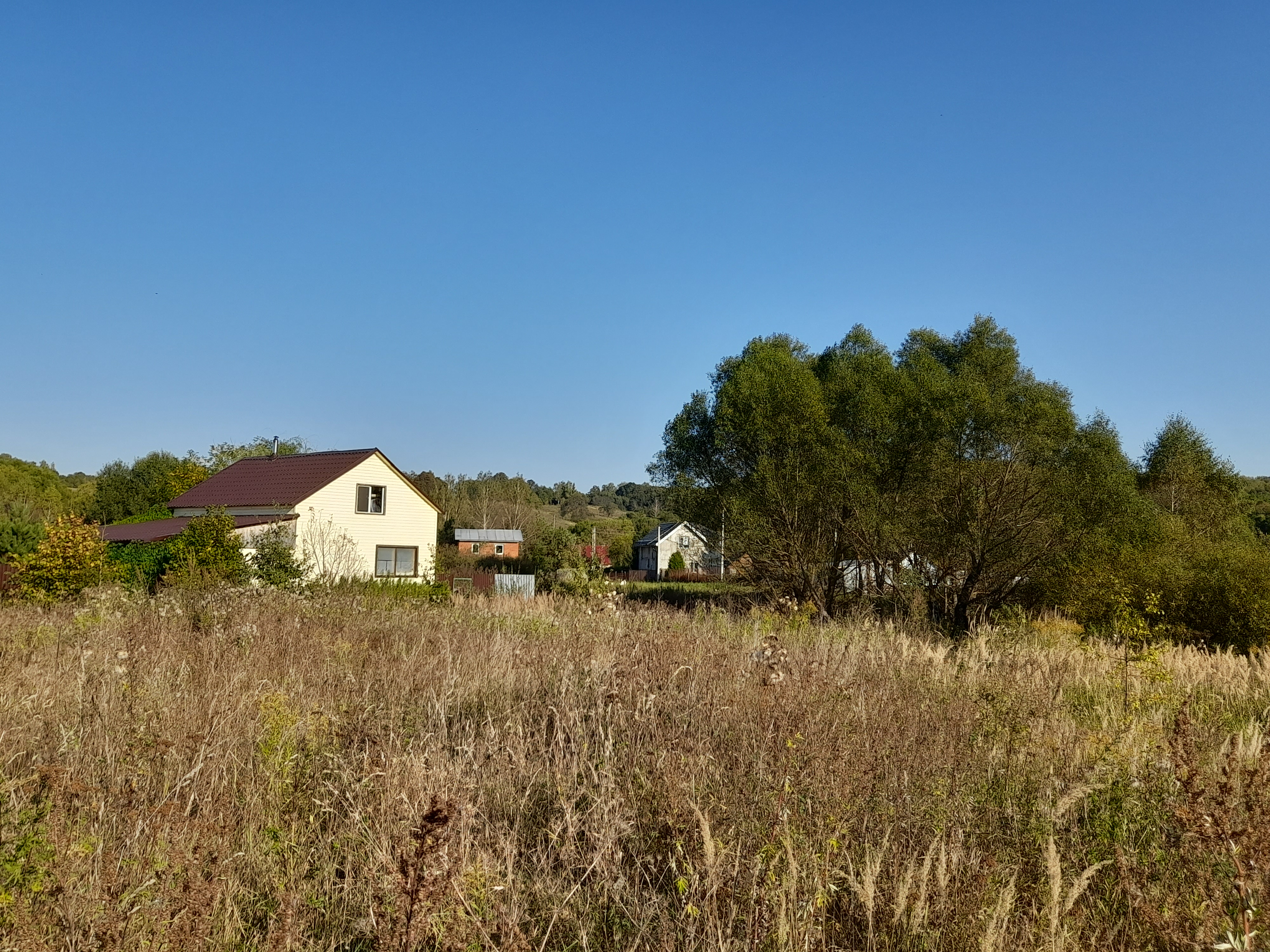
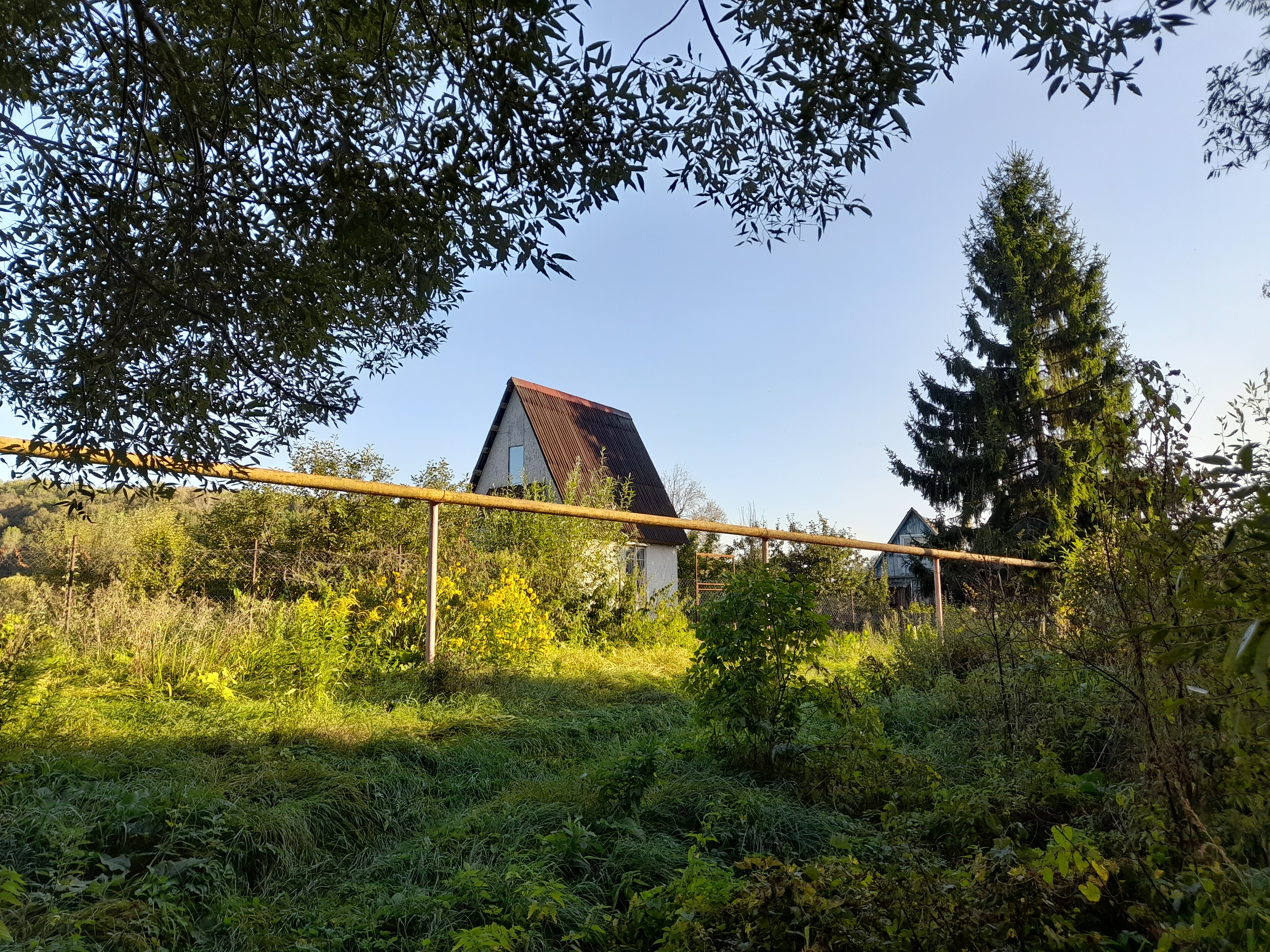
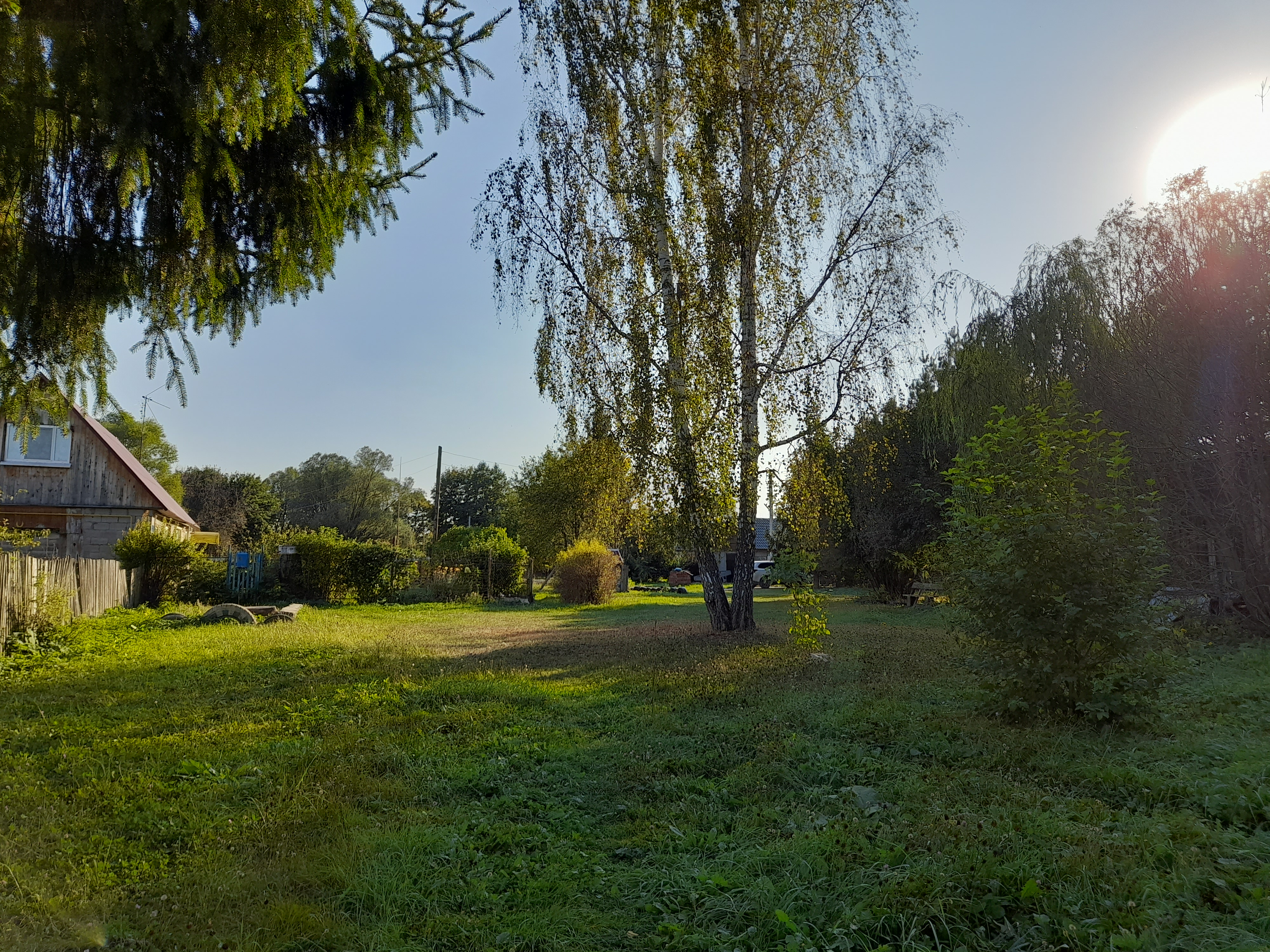
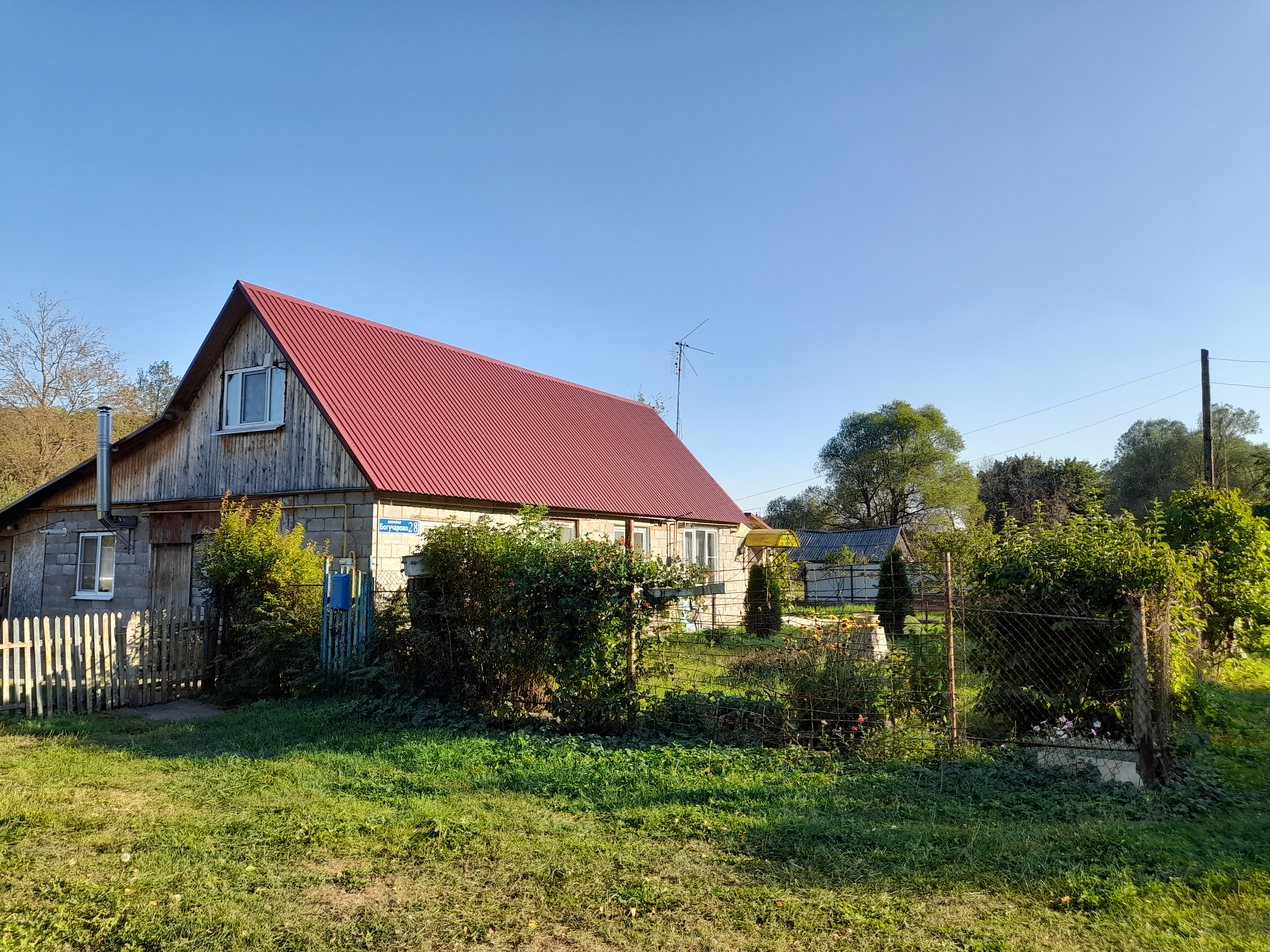
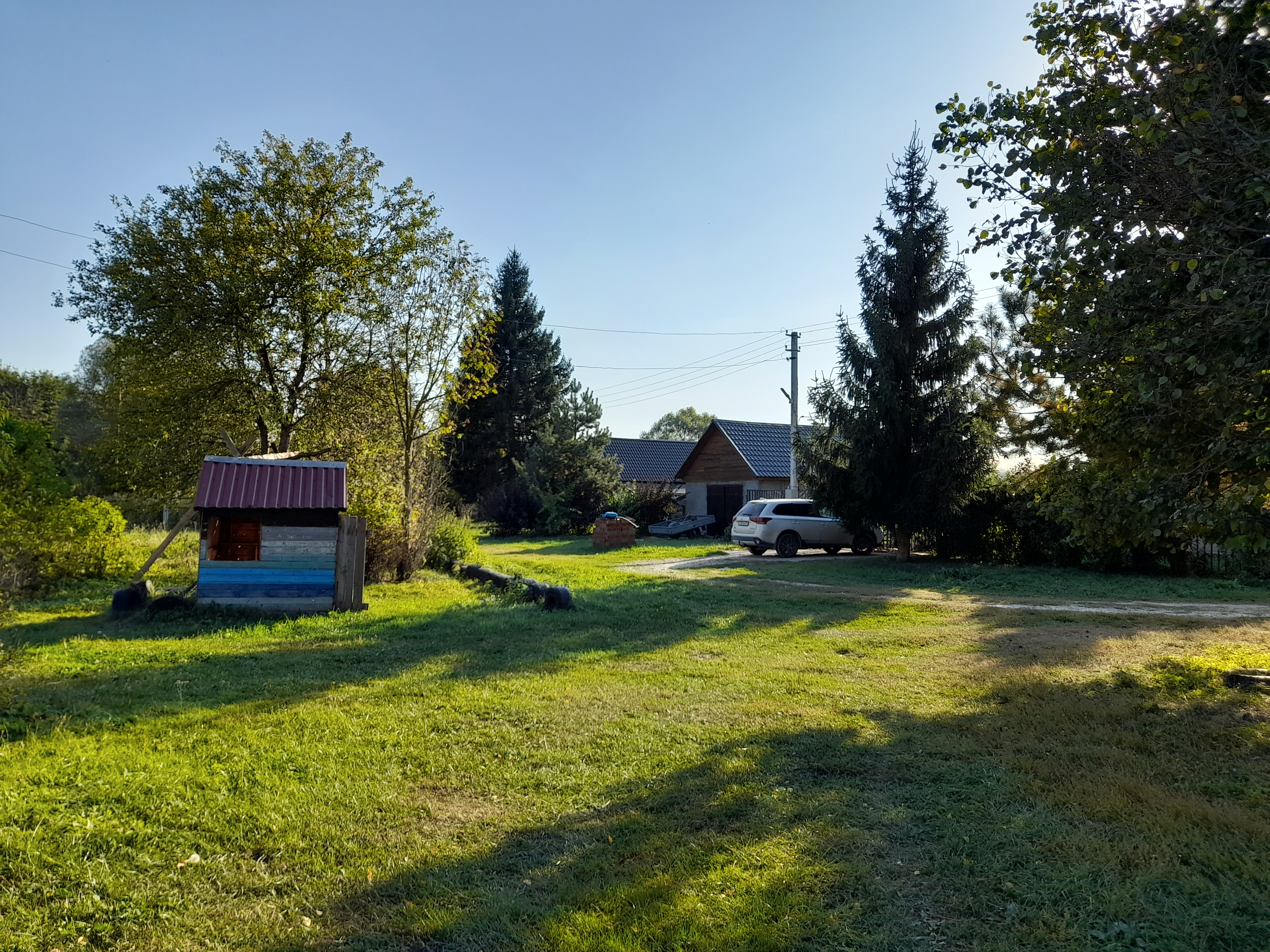
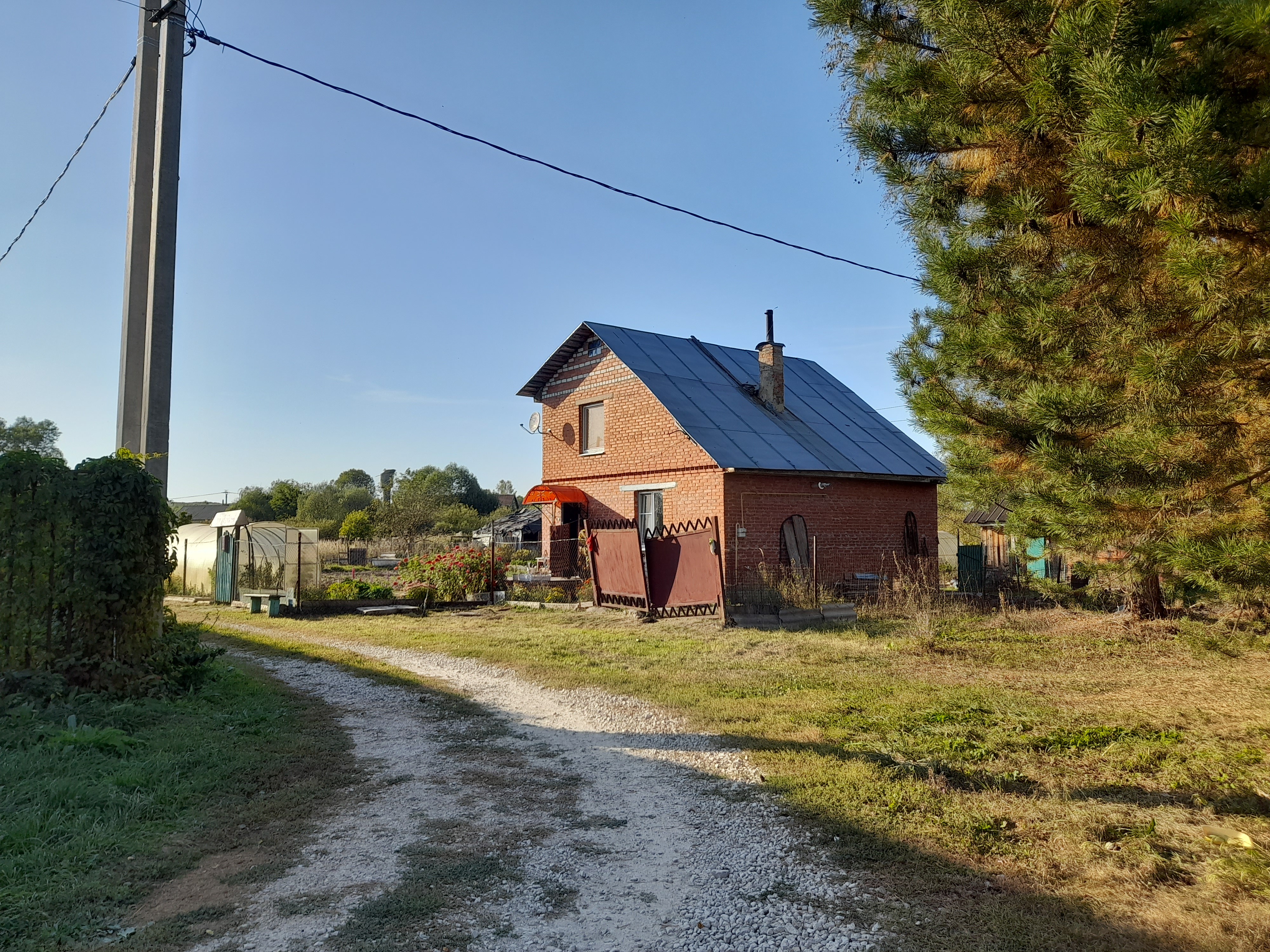
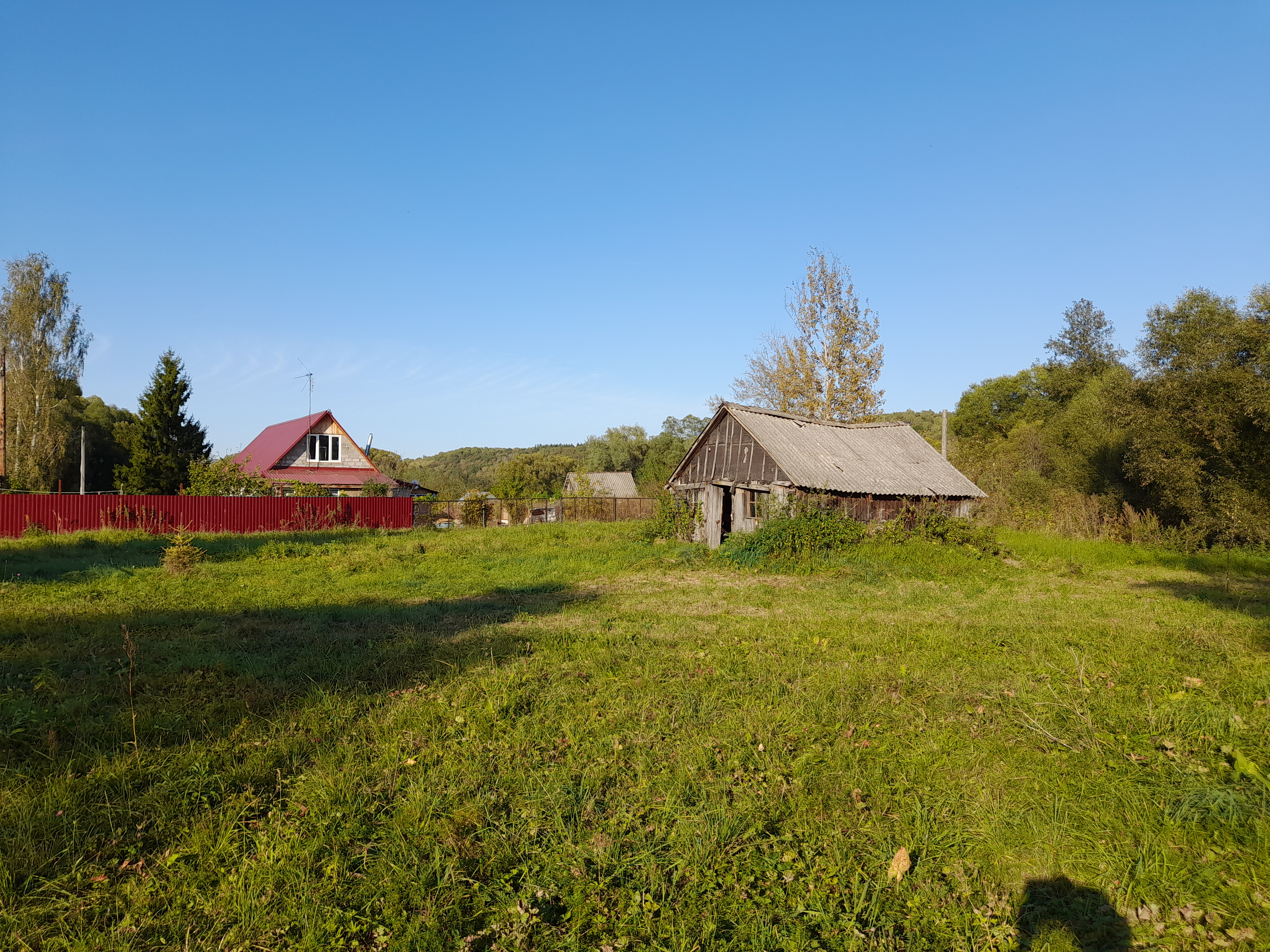
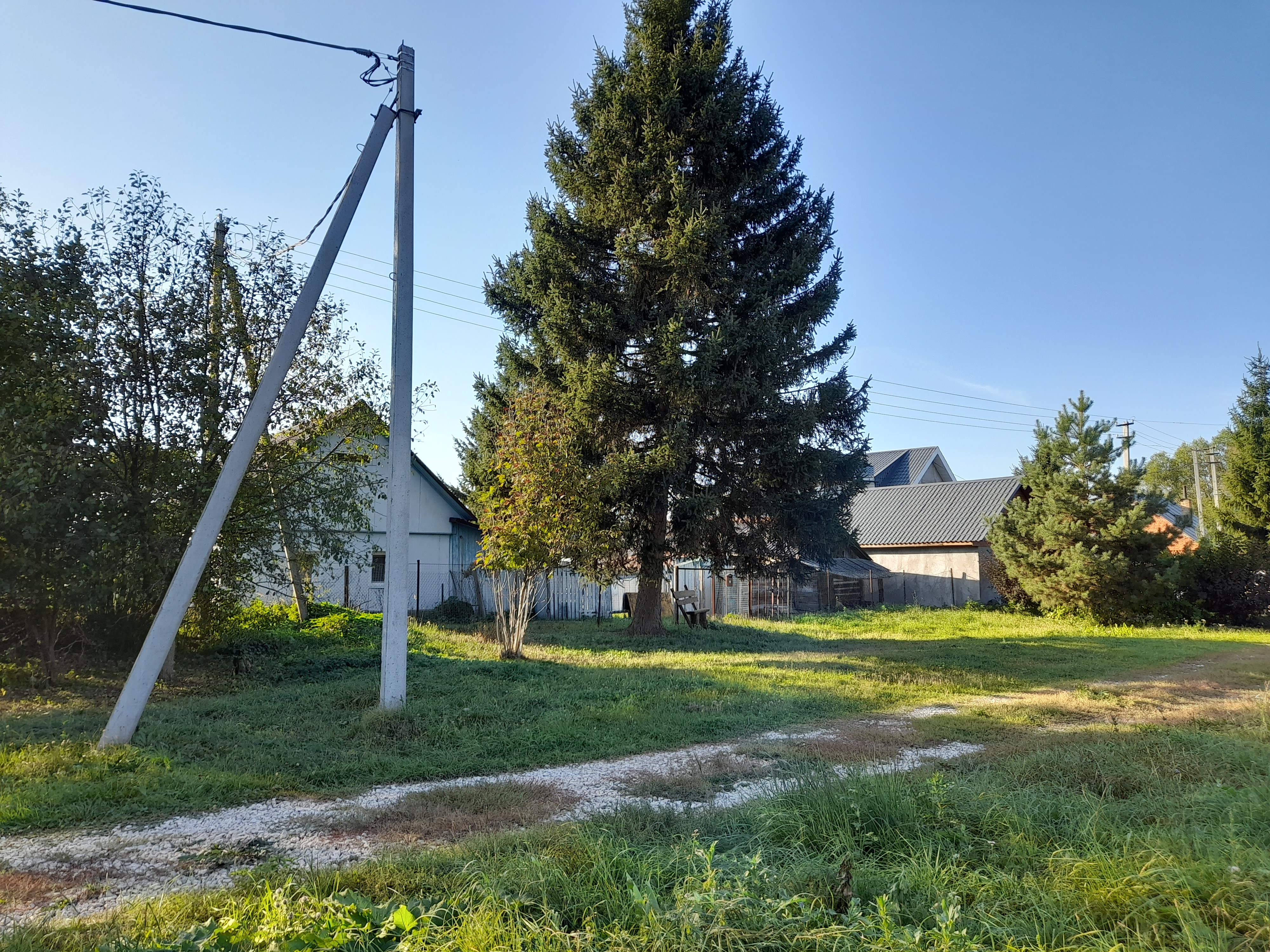
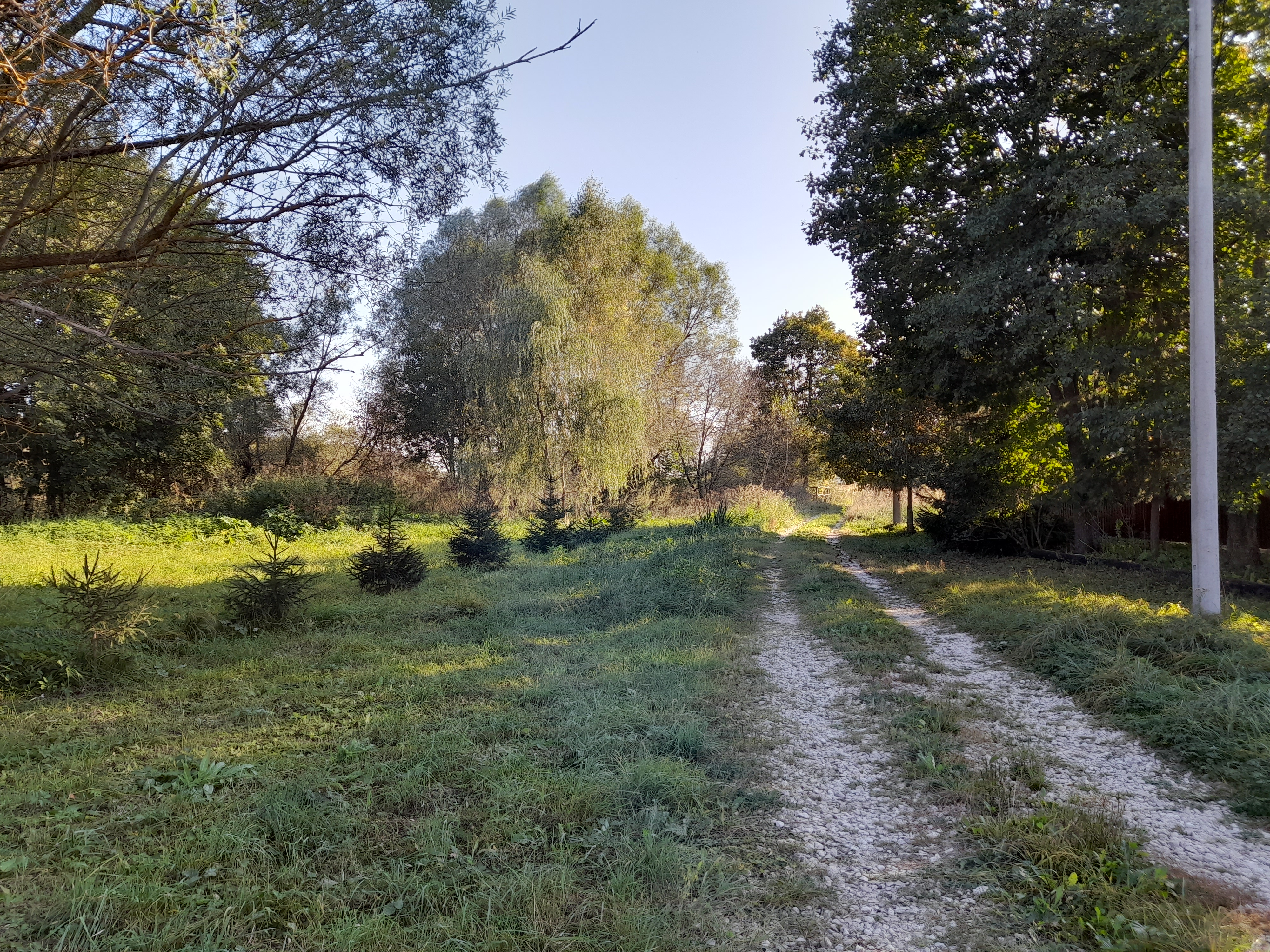
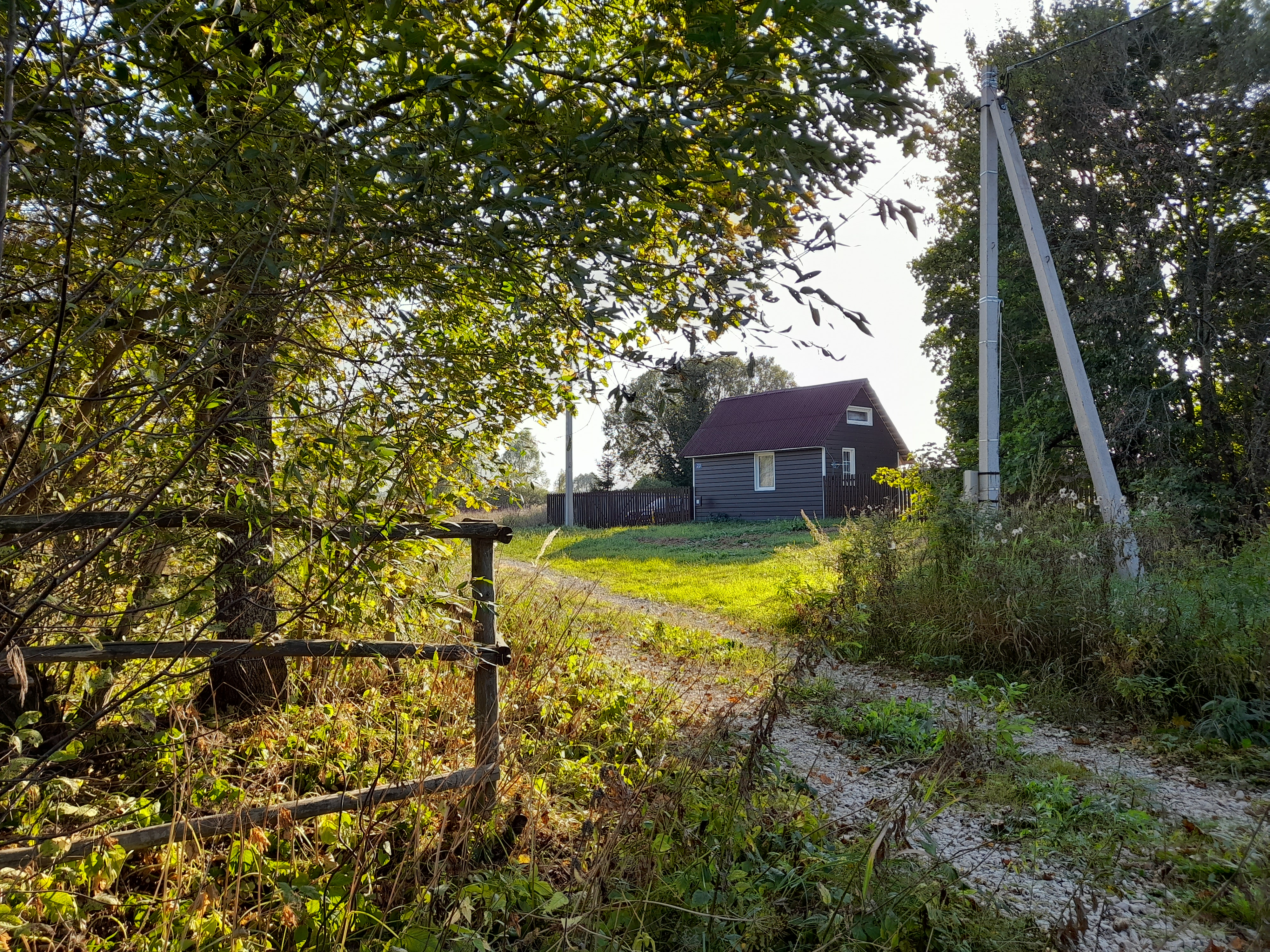
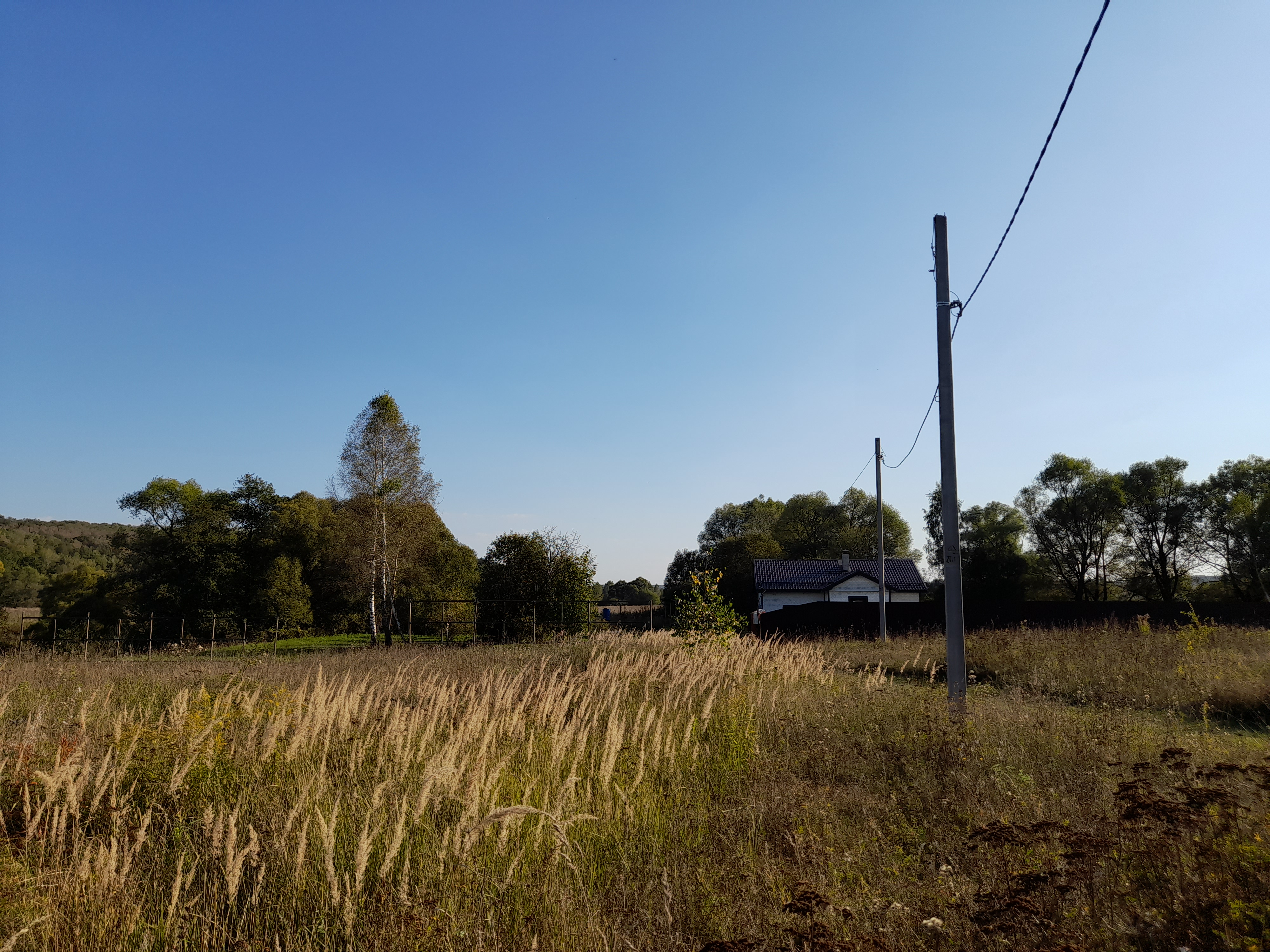
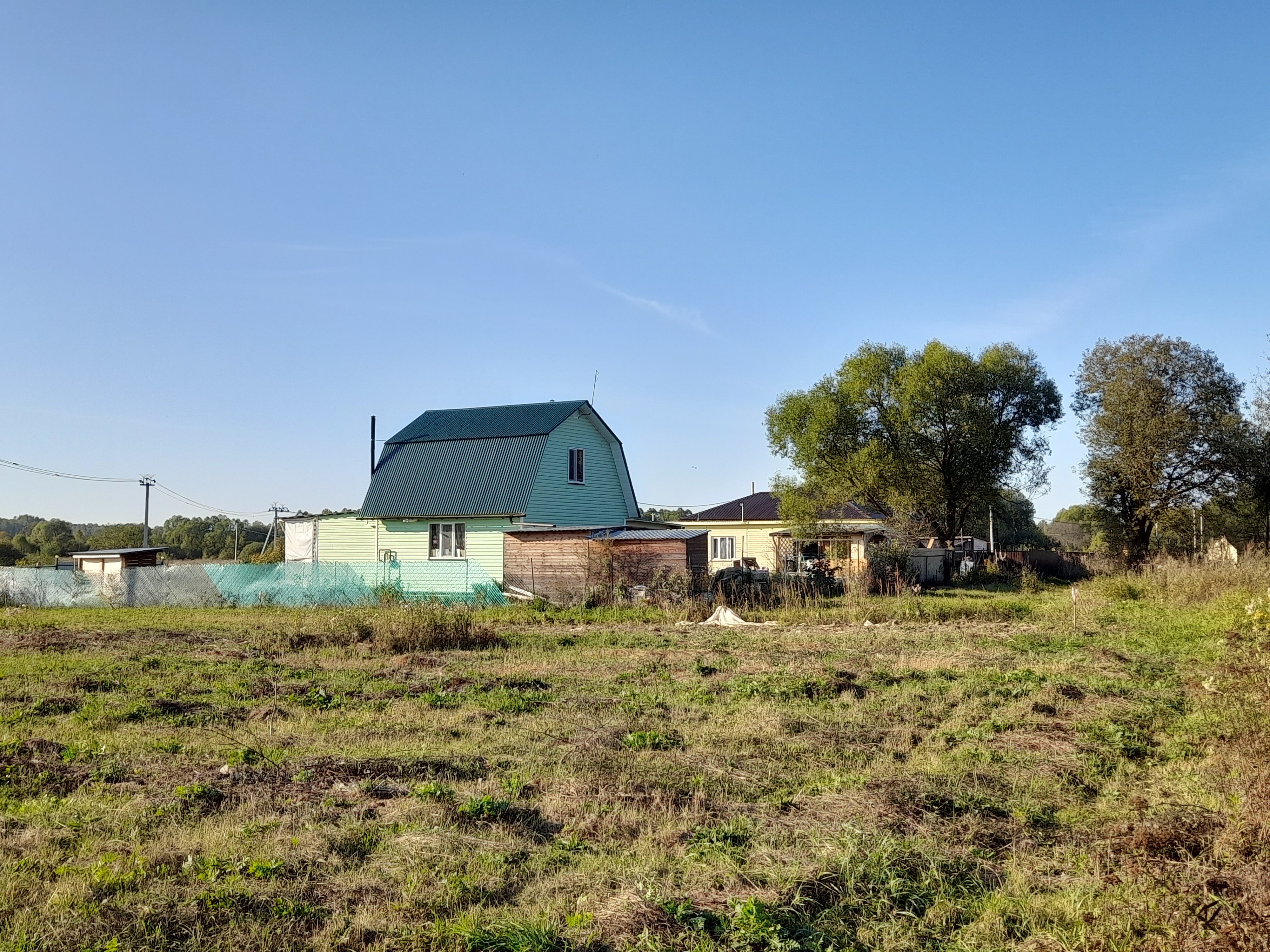
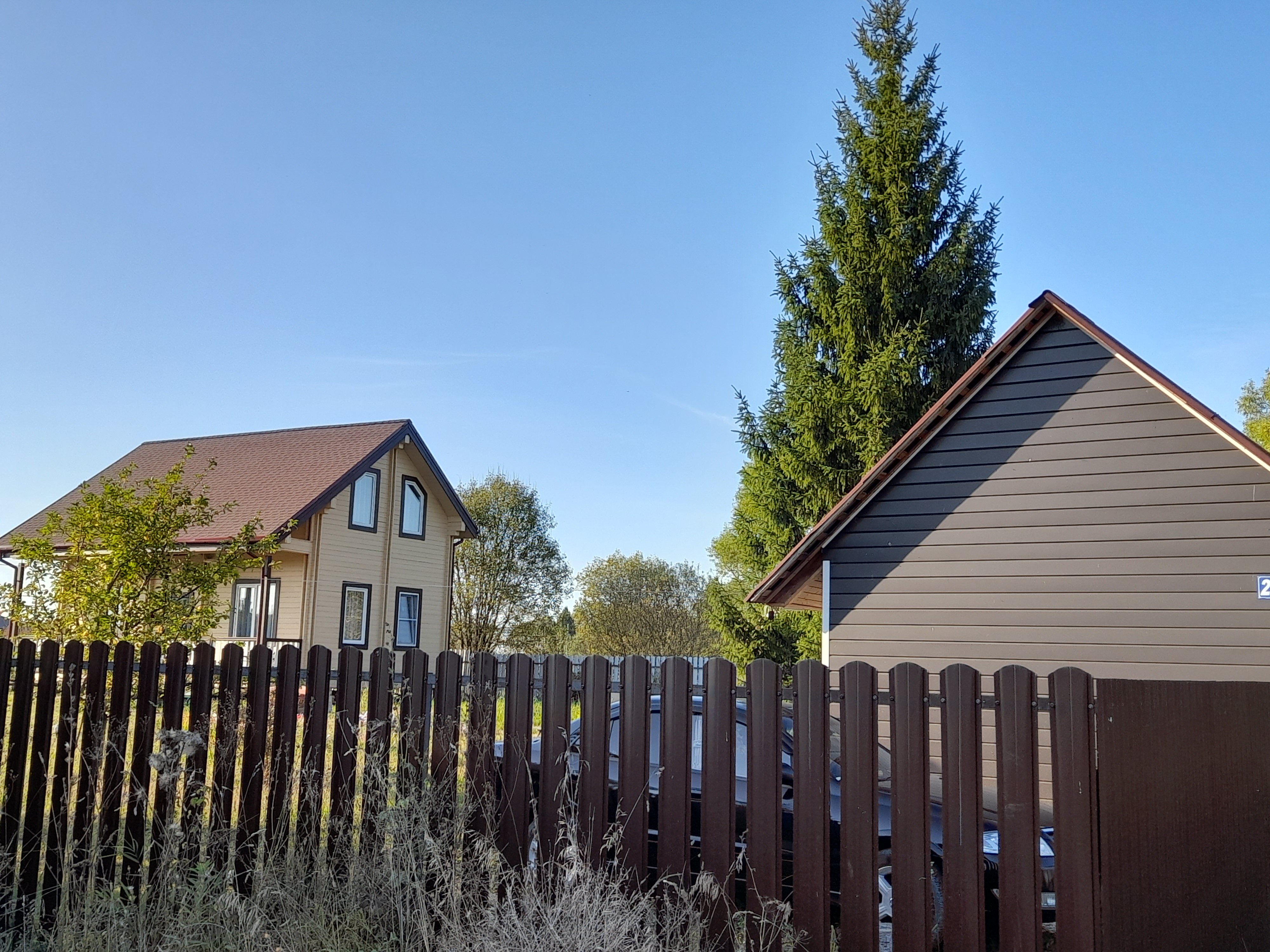
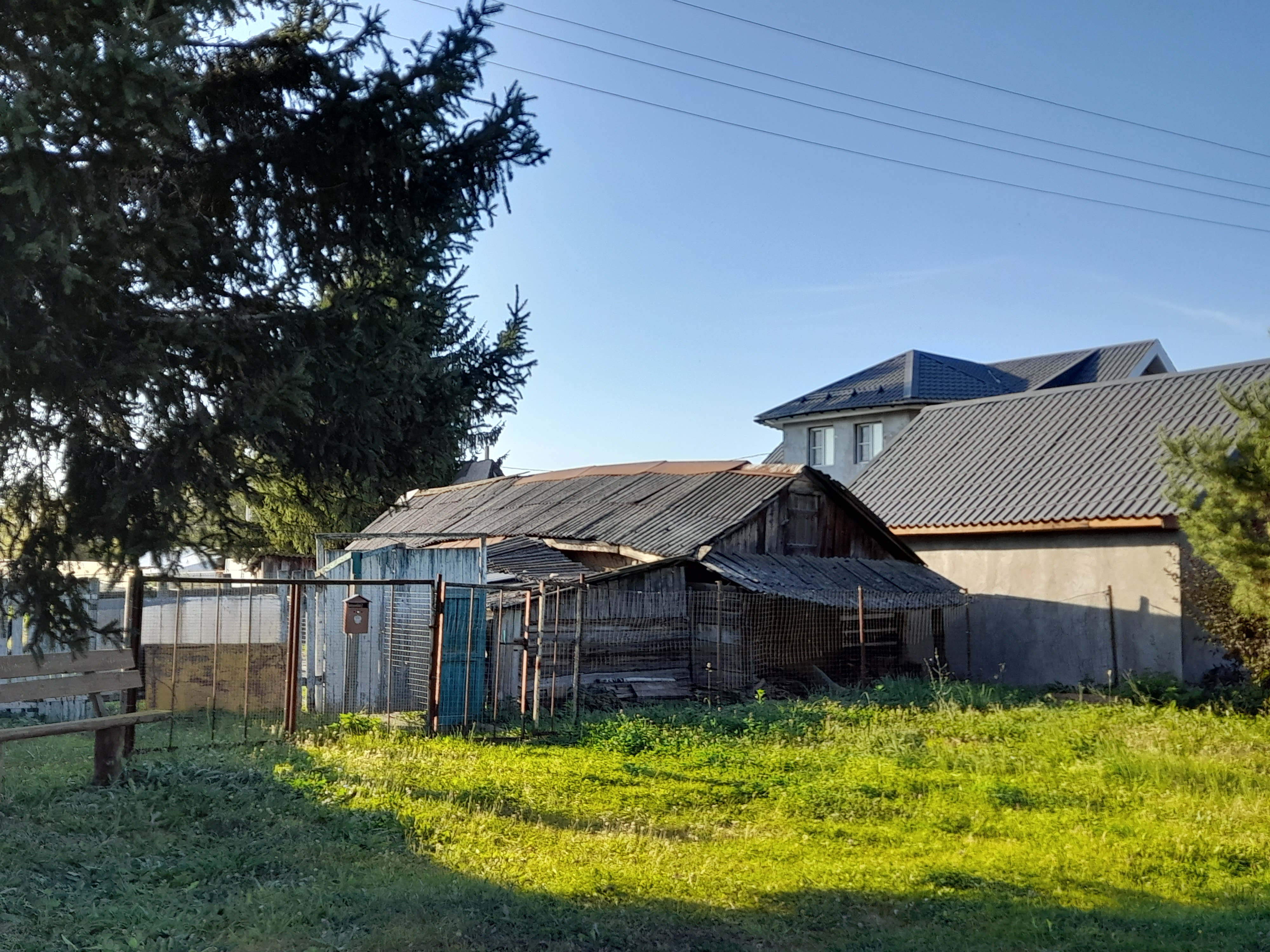
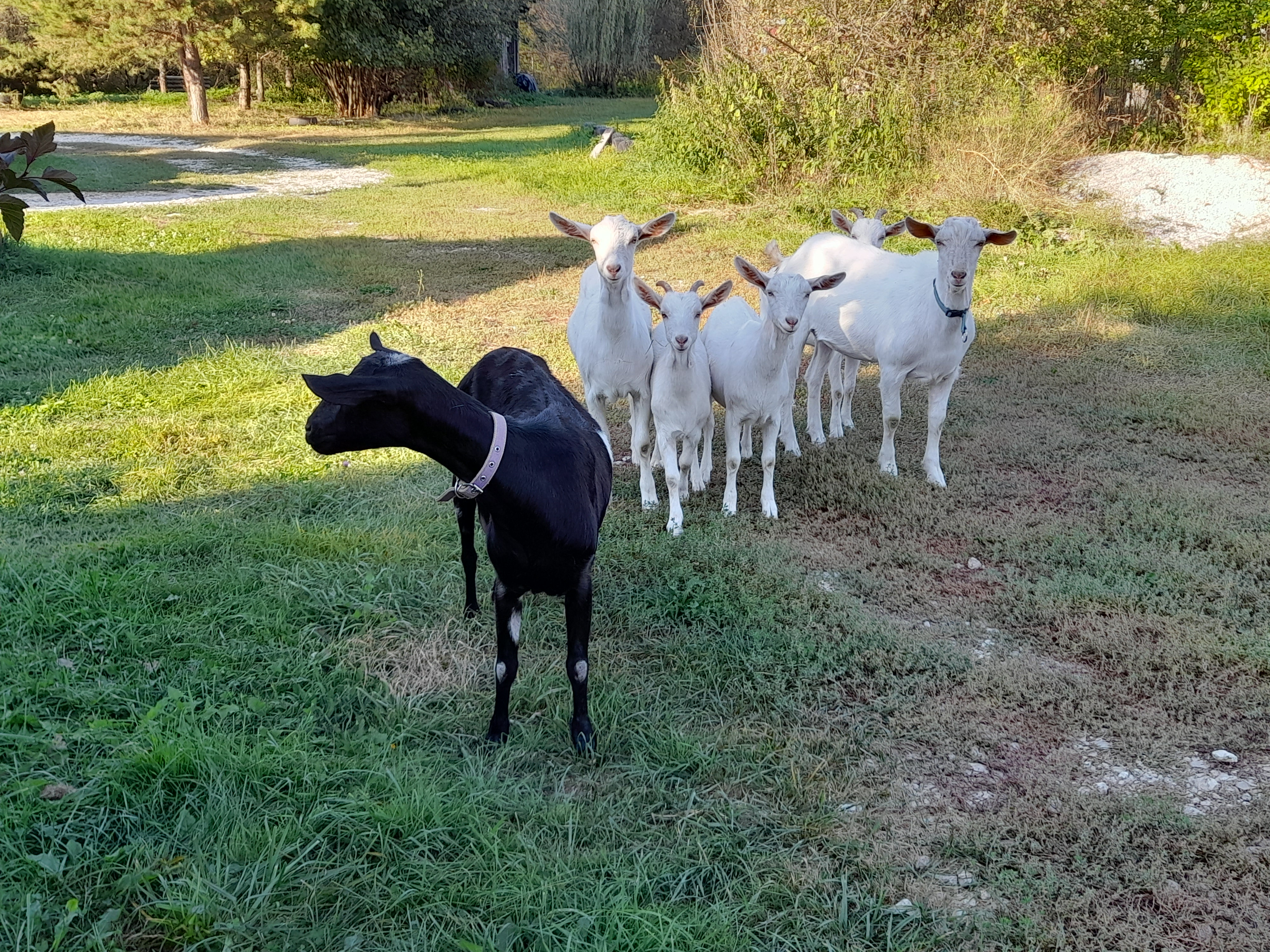
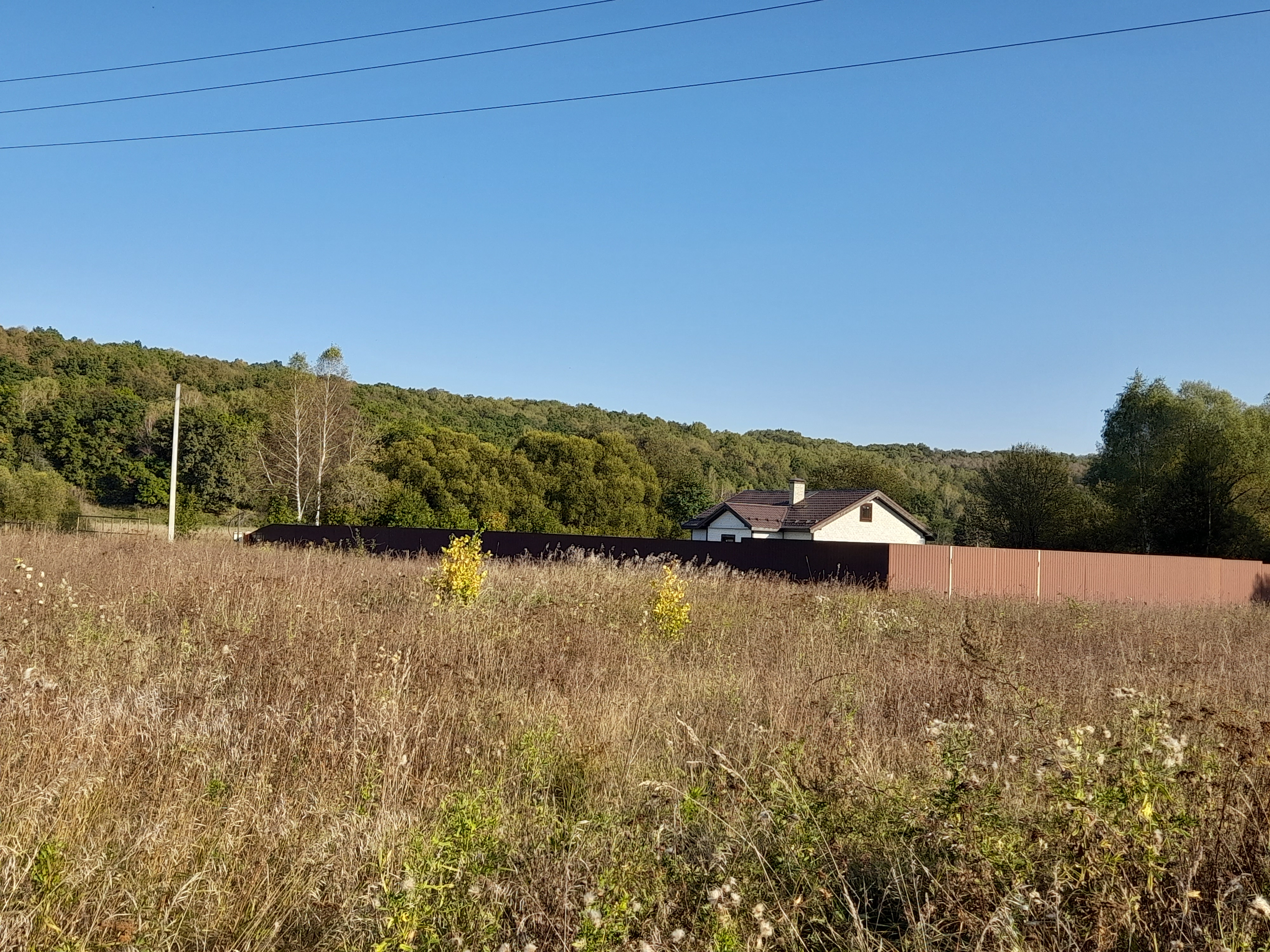
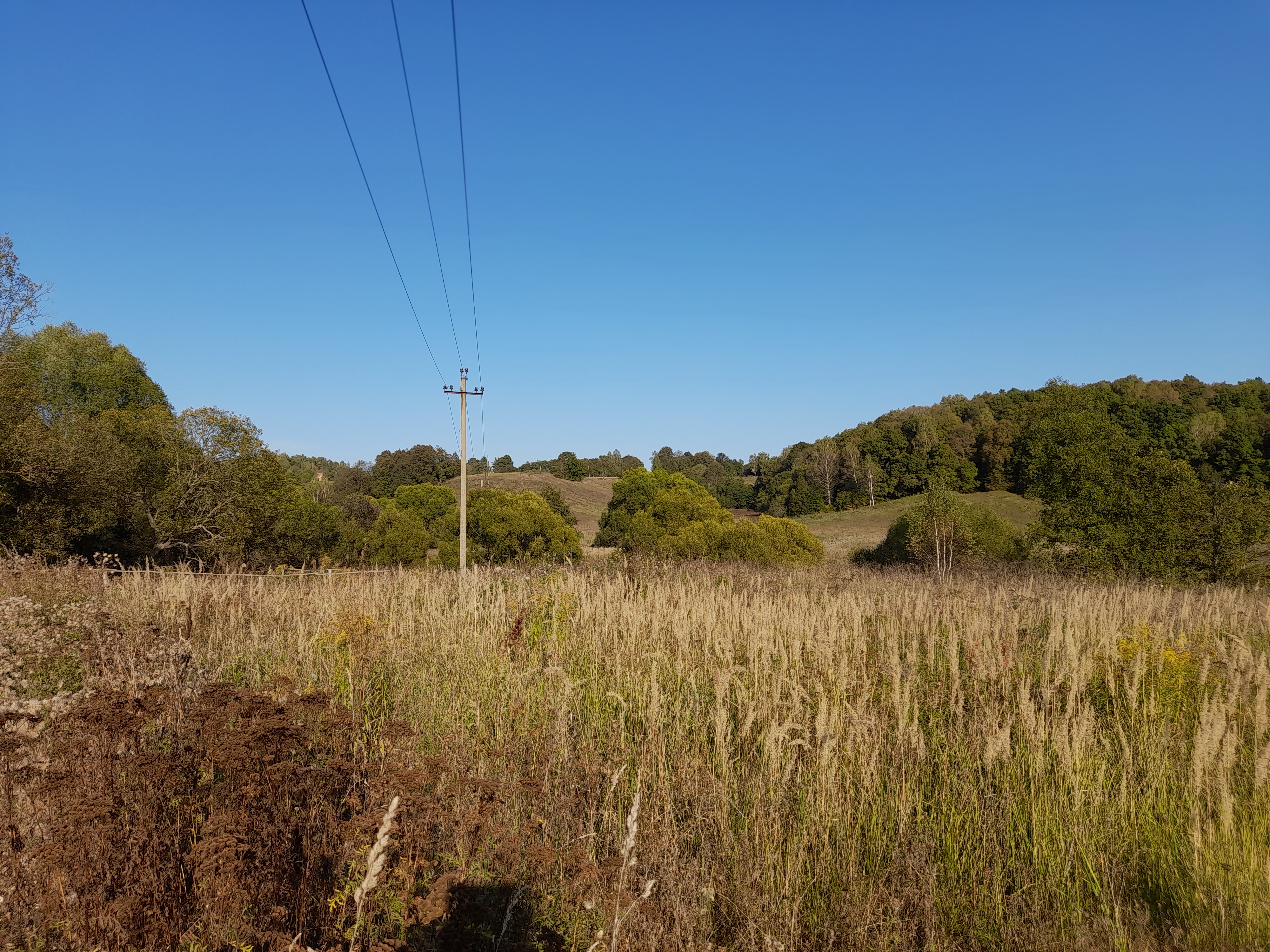
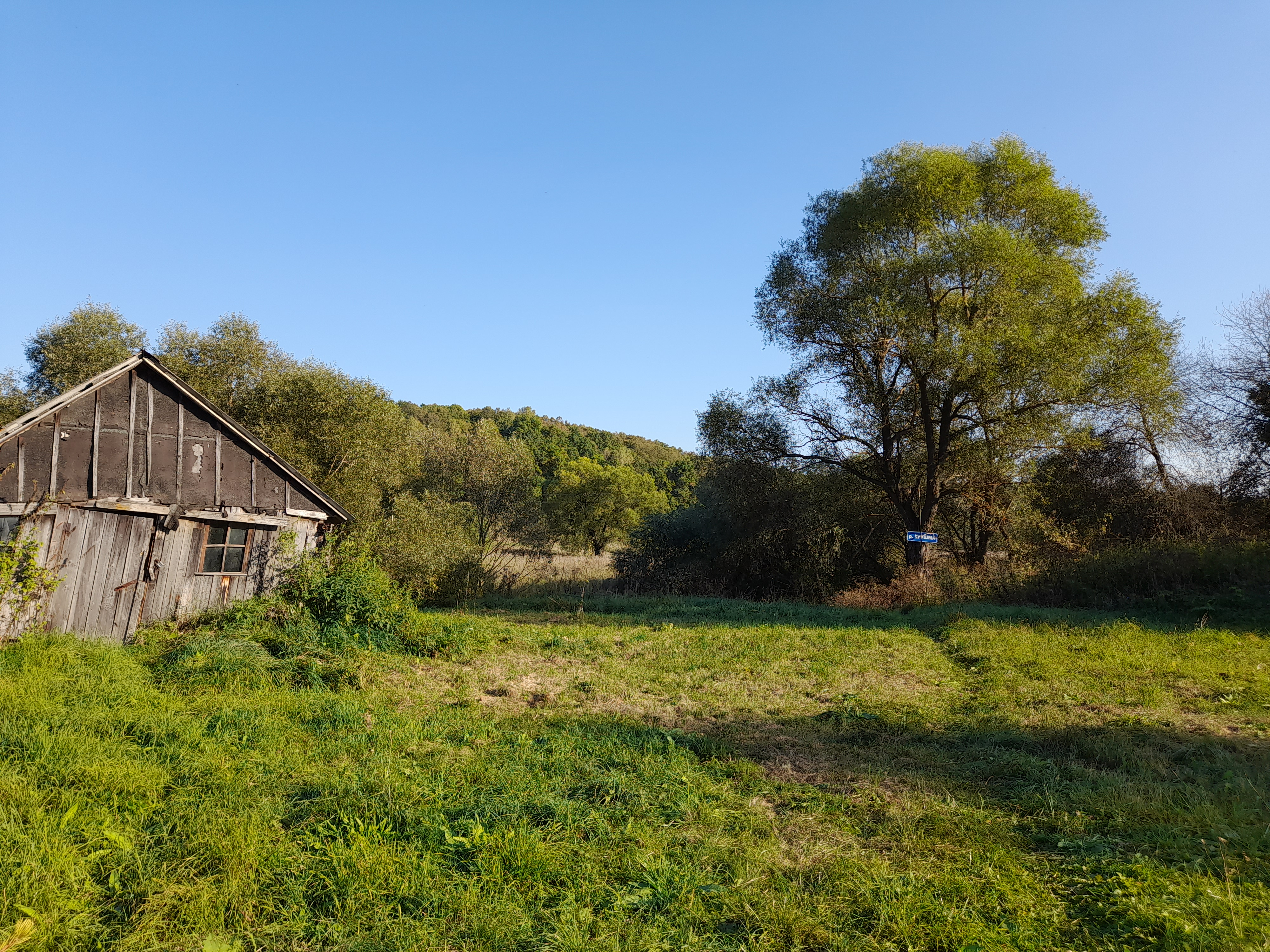
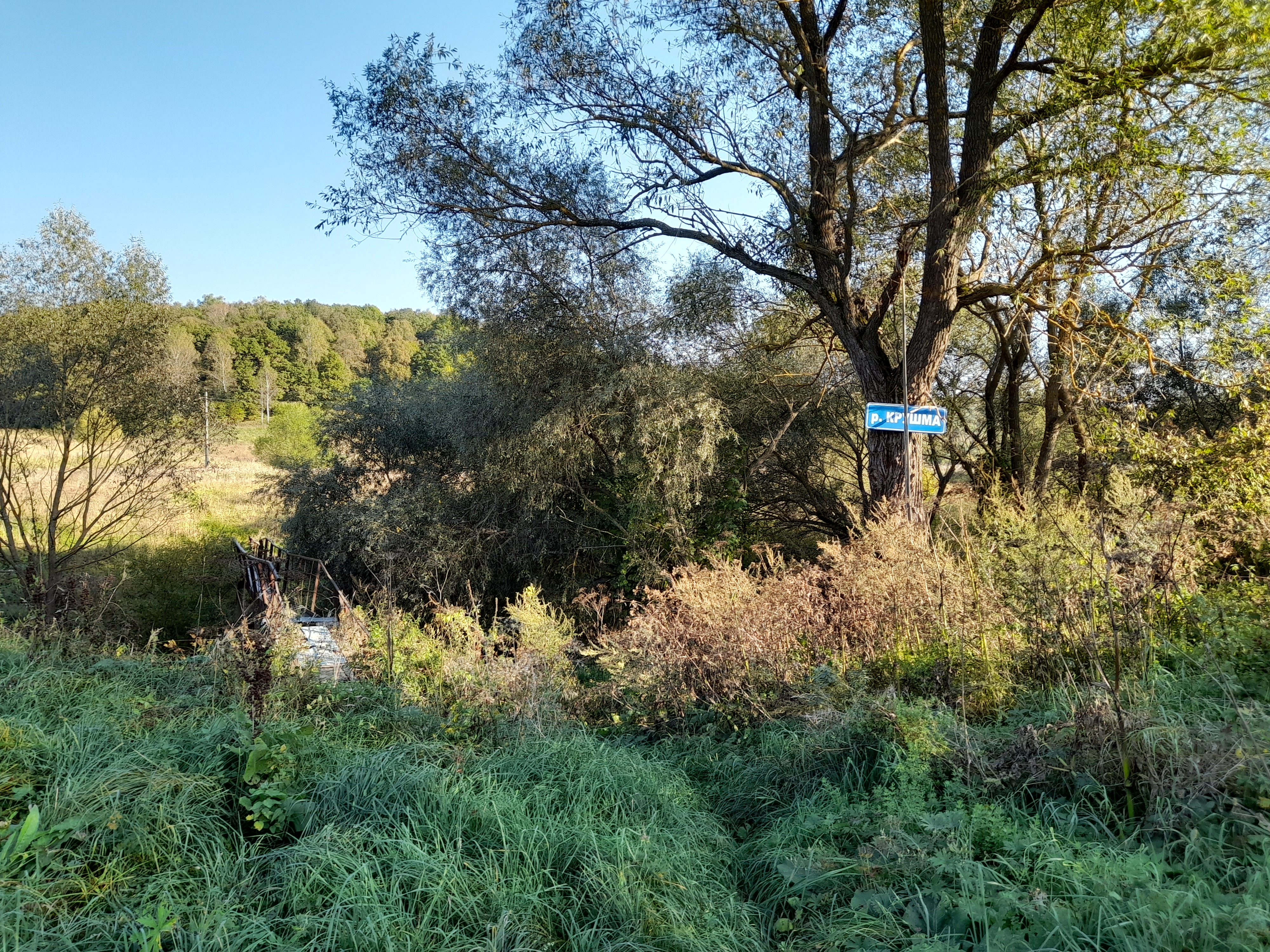
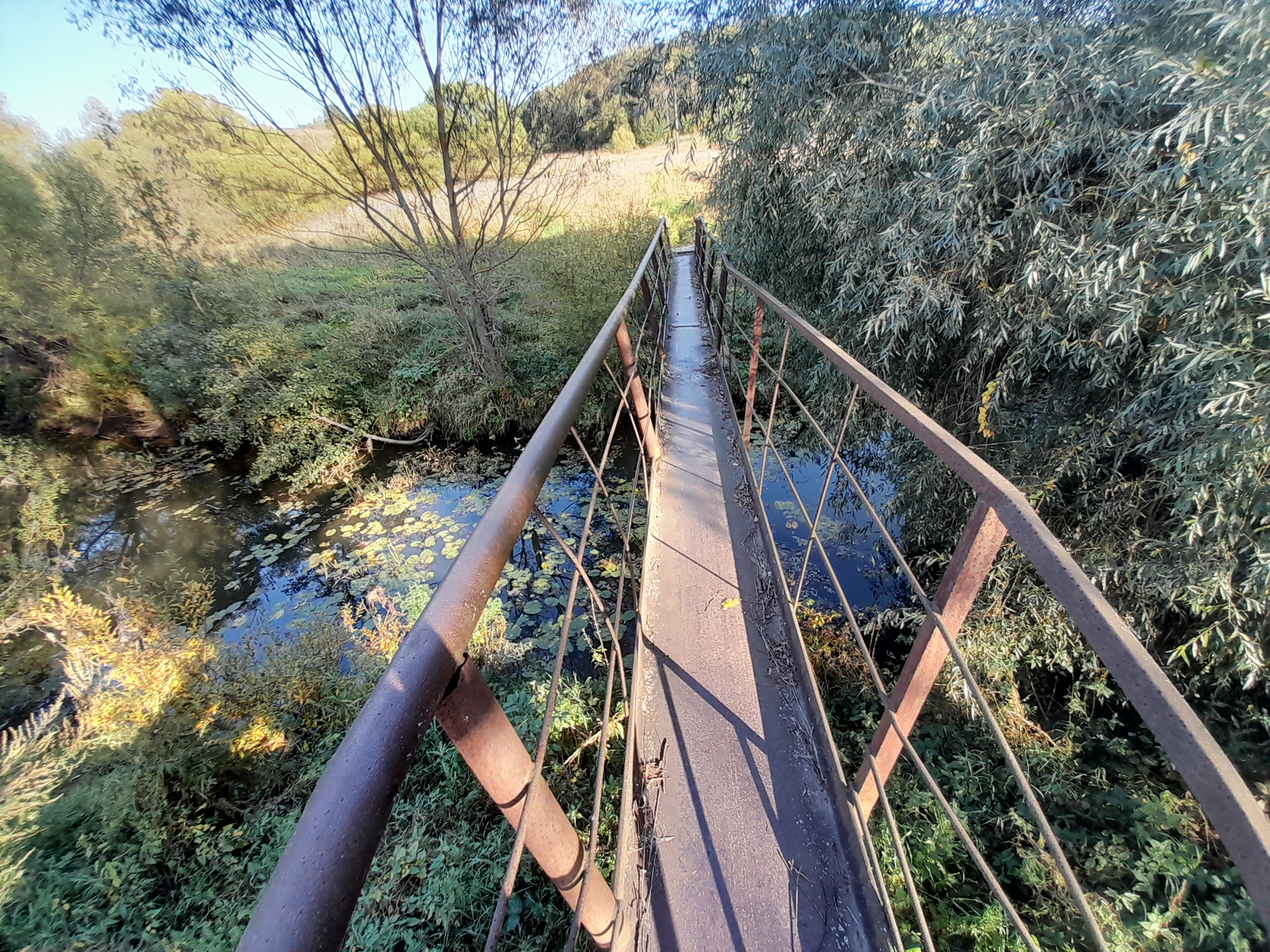
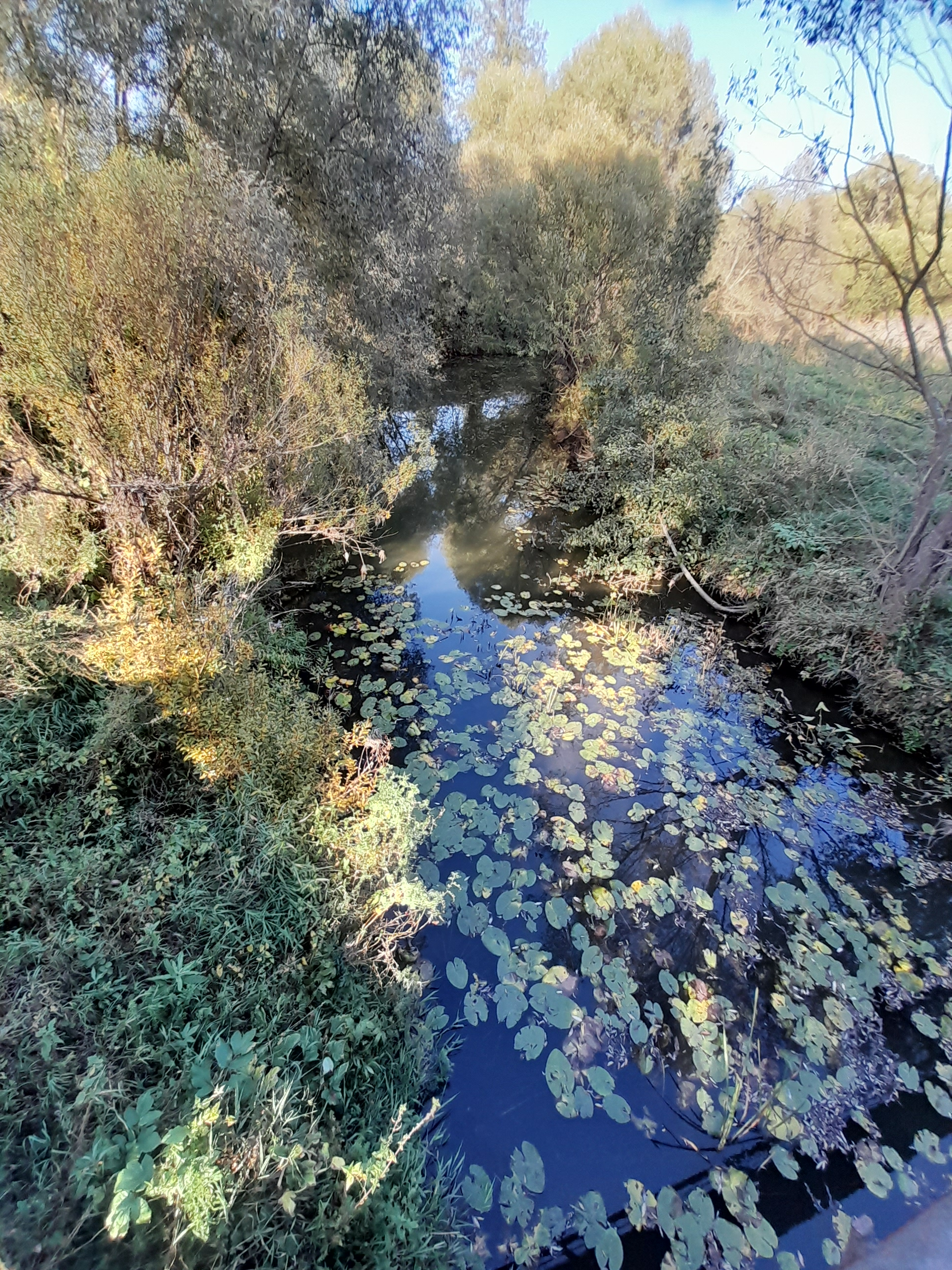
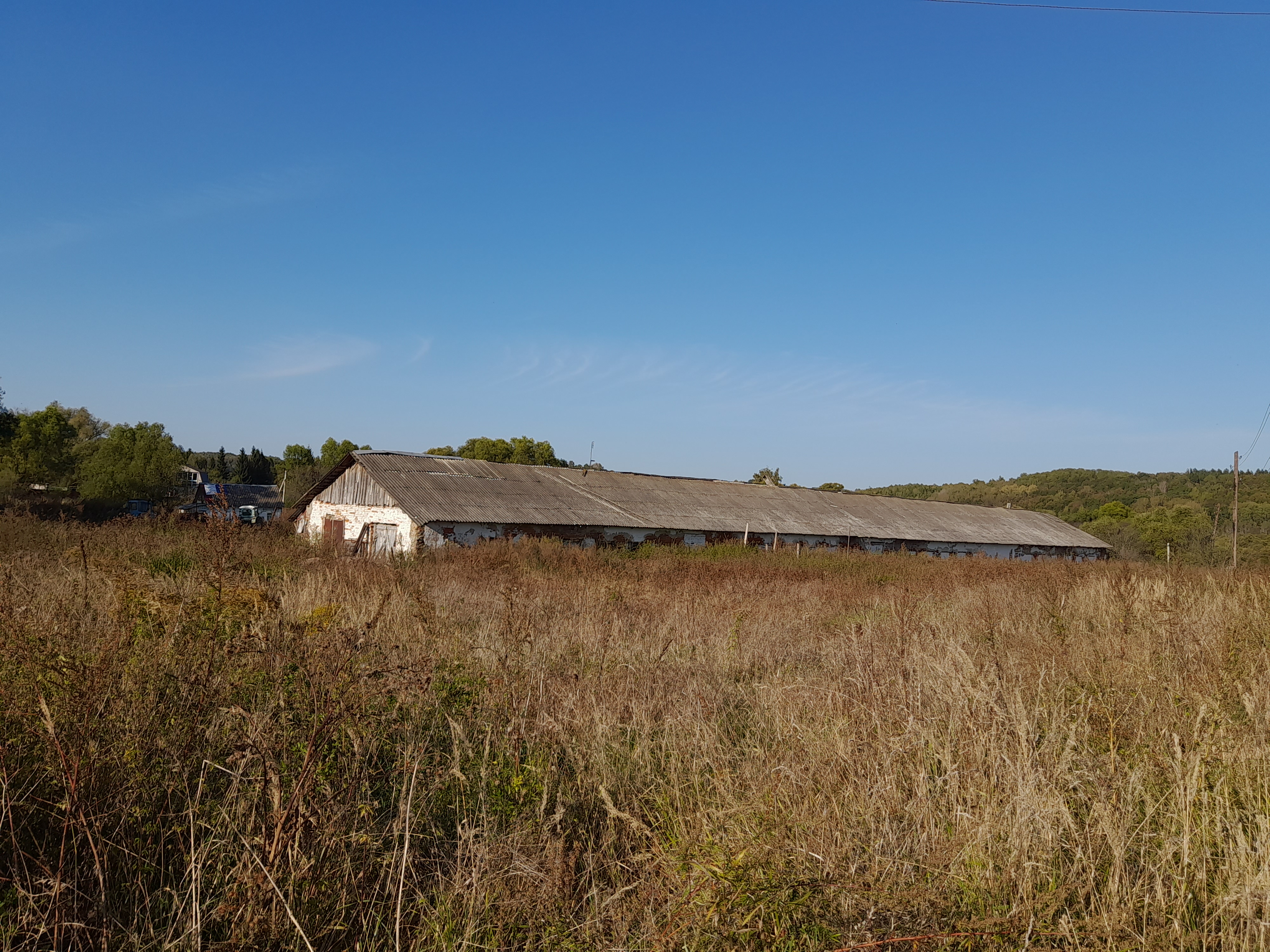
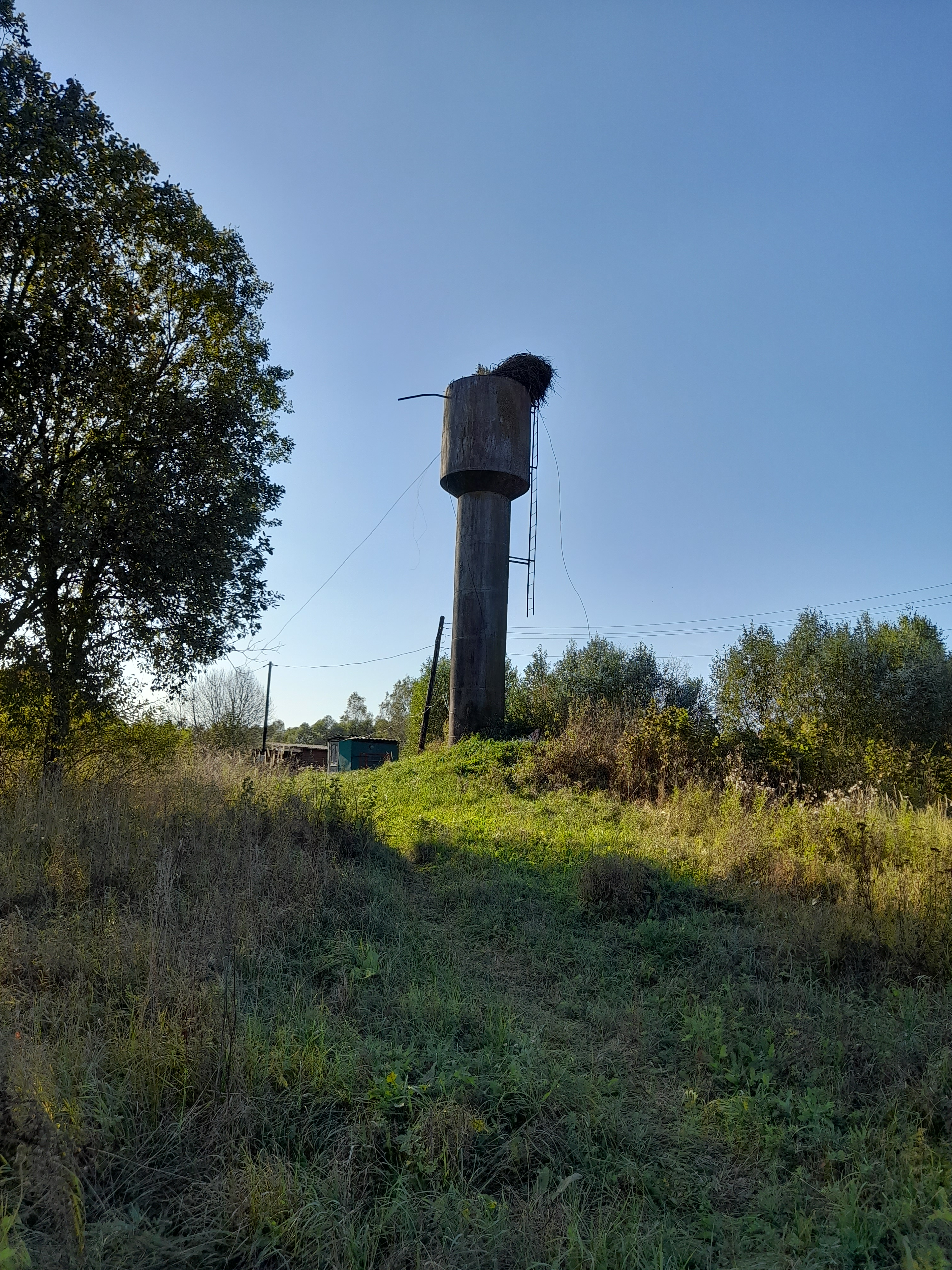
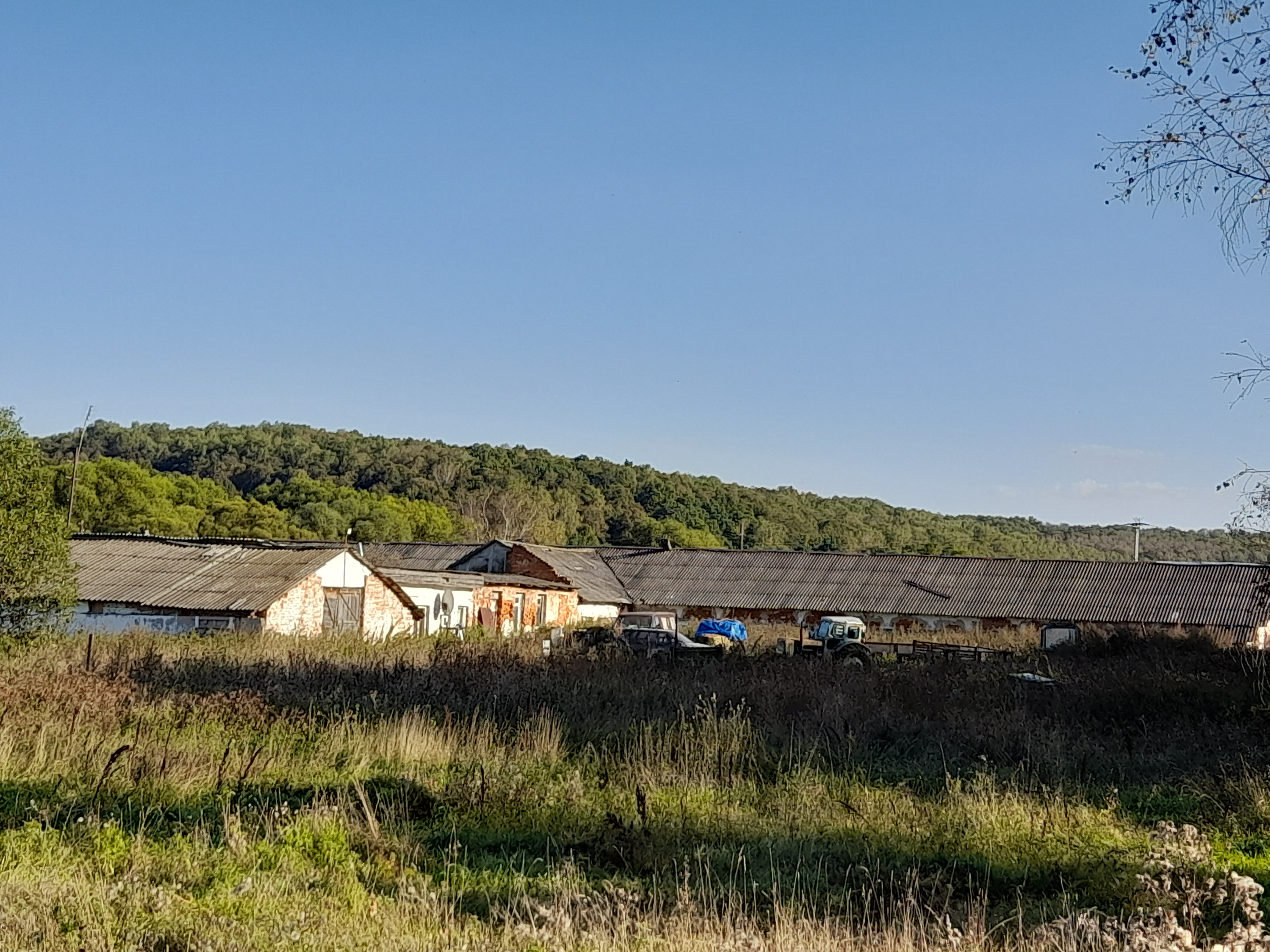
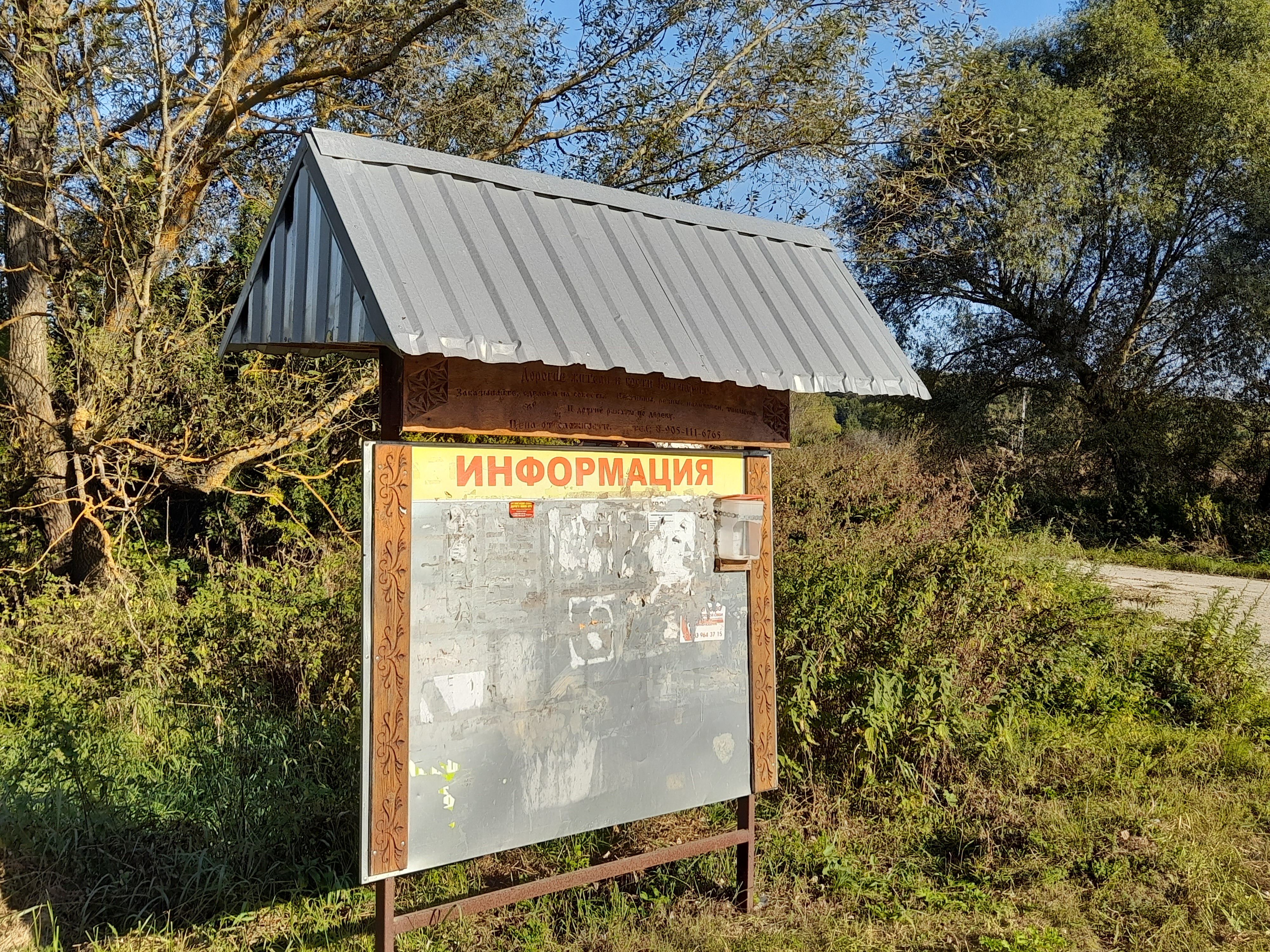